# Revolta de la Hotin
Revolta de la Hotin a reprezentat un complex de evenimente cu caracter militar, politic și social, care au avut loc la mai puțin de un an de la realizarea Unirii Basarabiei cu România în perioada 7/20 ianuarie – 19 ianuarie/1 februarie 1919, în arealul județului interbelic Hotin și în partea de nord a județului interbelic Soroca. Evenimentele militare au fost inițiate de incursiunea unor structuri ale armatei sovietice și ale rușilor albi peste Nistru, care au cooperat cu structuri paramilitare și militare de pe plan local și au fost continuate de reacția militară a Armatei Române, desemnată să apere teritoriul inclus Regatului României odată cu Marea Unire din anul 1918. Evenimentele cu caracter politic s-au aflat în relație cu sprijinul pe care unii factori politici și militari, externi statali reprezentați de Rusia bolșevică și Republica Populară Ucraineană și non-statali reprezentați în principal de Mișcarea Albă și de Comitetul pentru Salvarea Basarabiei, l-au acordat pentru a încuraja etnicii ucraineni, majoritari în nordul Basarabiei – dar minoritari etnic și politic la scara întregii provincii – să-și valorifice posibilitatea de autodeterminare și de alipire a teritoriului populat de aceștia, la statul ucrainean. Sub raport social, evenimentele au avut loc într-un context caracterizat de opoziția unor segmente ale populației la schimbările cu caracter economic, instituțional și social ce s-au manifestat sau care urmau să apară în contextul includerii teritoriului basarabean în Regatul României.
Evenimentele s-a desfășurat într-un ținut unde populația era majoritar formată din ucraineni (ruteni), masa compactă a acestora fiind continuată de masa ucraineană din Podolia de dincolo de Nistru. Ucrainenii nu s-au regăsit într-un mod convenabil în viitorul Regatului României și au văzut în statul ucrainean (geografic limitrof și aflat în acele vremuri în curs de constituire), o soluție în ceea ce privește autodeterminarea ce fusese garantată de bolșevici prin Declarația drepturilor popoarelor din Rusia.
Evenimentele au debutat printr-o incursiune a trupelor bolșevice de dincolo de Nistru la Ataki (Otaci), urmată de un atac al acestora pe toată linia Nistrului până la Hotin. În decursul câtorva zile, zona a devenit teatru de război. Pe de-o parte se aflau trupele atacatoare venite de dincolo de Nistru, trupe la care s-au asociat elemente și grupuri locale înarmate, iar pe de altă parte au fost implicate trupele Armatei Române, care la un moment dat s-au retras spre interiorul regiunii, fie împinse de atacatori, fie ca efect al unor decizii tactice eronate. În această perioadă, puterea a fost asumată în zonă de o structură politică intitulată Directoratul de la Hotin, sub conducerea căreia s-au poziționat și grupările locale înarmate de rebeli. Trupele române aflate în Basarabia nordică și centrală au trebuit, în consecință, să facă față nu numai unei revolte sociale, ci și unei reale rezistențe armate. Bine instruite și dotate cu armament modern, aceste trupe au recâștigat teritoriul pierdut și până la urmă au înăbușit ferm tentativa de răsturnare a ordinii existente.
Pe lângă distrugerea unor localități în timpul luptelor, au avut loc și represalii din partea unităților militare românești împotriva populației civile combatante, surse ucrainene sau sovietice creditând însă și acțiuni împotriva populației necombatante. Din totalul pierderilor umane, ucrainenilor le-au fost repartizați de către sursele românești circa 300-400 de morți din rândul atacatorilor, iar de către propriile surse circa 15.000 de morți (militari și civili). Această cifră a fost însă corectată în anul 2008 de către istoricul militar rus Michail Meltyukhov, care a susținut versiunea unui număr de „15.000 de oameni care au suferit într-o măsură sau alta”, număr total din care „mai mult de 5.000” ar fi fost uciși. Efectele luptelor s-au văzut și prin creșterea numărului de refugiați ucraineni aflați pe malul stâng al Nistrului.
Luptele de la Ataki (Otaci) și Hotin au relevat carențe atât în organizarea forțelor militare române, cât și în ceea ce privește cooperarea între structurile militare aflate în zona de conflict. De asemenea, turnura pe care au luat-o evenimentele a produs dificultăți României la Conferința de Pace de la Paris din 1919 în problema Basarabiei. Cu toate acestea, lichidarea atacului a servit, pe lângă normalizarea vieții populației locale, la consolidarea controlului asupra unor puncte strategice importante din estul Bucovinei și din Galiția Orientală, astfel că mai târziu în același an, Armata Română a fost capabilă să împiedice joncțiunea trupelor Republicii Sovietice Ungare cu cele ale Rusiei Sovietice.
Astăzi, istoricii ucraineni consideră evenimentele drept o parte a propriei istorii. Istoriografia sovietică sau cea moldovenistă s-a străduit să justifice agresiunea din ianuarie 1919, prezentând-o ca pe o răscoală a populației împotriva opresiunii autorităților românești. Denaturând faptele pe care le-au caracterizat drept „pagini glorioase de luptă eroică a Basarabiei muncitoare”, acestea au căutat să identifice „argumente incontestabile” în ceea ce privește instaurarea unui regim ilegal „de ocupație” de către statul român. De asemenea, preocupați să promoveze informații false privind implicarea numeroasă a populației și a numărului de victime sau refugiați, istoricii sovietici au ratat furnizarea unor explicații credibile care să clarifice cum o astfel de rebeliune postulată ca fiind masivă, ar fi putut fi în mod real înfrântă.

## Încadrare

### Terminologie
Opiniile exprimate despre evenimentele de la Hotin au prezentat diferențe semnificative, ele fiind încadrate diferit. Ele sunt percepute în texte istorice și militare de limbă română drept un atac sau o incursiune în care au fost implicate structuri militare și paramilitare sau grupuri insurgente ori detașamente sau bande bolșevice (sovietice), care au beneficiat de complicitatea unor localnici, respectiv a populației satelor, în contextul atitudinii duplicitare a unor autorități locale. O partea a autorilor de limbă română au încadrat evenimentele doar sub forma aspectelor militare, fie în sens restrâns ca lupte duse la Hotin, fie ca acțiuni de luptă împotriva Hotinului ocupat de bolșevici, fie ca simple „ciocniri”.
Unii istorici occidentali sau de limbă română au scos în evidență caracterul de rebeliune armată declanșată de un atac al unor bande înarmate, bolșevice  sau ale rușilor albi.
În literatura occidentală mai este întâlnit și termenul de confruntare armată între unități militare române și țărani basarabeni alăturați unor forțe de dincolo de Nistru. Alți istorici occidentali, precum și de limbă română sau ucraineană, alătură evenimentelor și caracterul de revoltă populară.
Alte texte cu origine ucraineană descriu cele întâmplate ca revoltă eșuată a unor țărani ucraineni conduși de bolșevici sau ca răscoală. Ultimul termen este preluat și de unele surse de limbă română în sens propriu sau nuanțat, cu referire la evenimente ca fiind un val disperat de tulburări sociale care au avut inclus și un caracter de răscoală armată sau insurgență.
În anul 1927, Asociația emigraților basarabeni a pus în circulație la Paris și Praga termenul de insurecție preluat chiar și în literatura istorică românească.

### Repere temporale
În funcție de raportarea sau nu la incursiunea de la Ataki (astăzi Otaci), datarea evenimentelor prezintă diferențe. Astfel, evenimentele de la Ataki (7/20-11/24 ianuarie 1919) și respectiv Hotin (9/23-19/01 ianuarie 1919) au fost relaționate și tratate separat sau împreună.

## Context

### Militar și politic
Spre deosebire de restul Basarabiei, arealul nordic al Hotinului a suferit în timpul războiului distrugeri semnificative. Ulterior, după Revoluția Rusă din 1917 pe fondul dezintegrării Armatei Imperiale Ruse, teritoriul basarabean a devenit un centru de haos și instabilitate. În cele câteva luni care au precedat actul formal al unirii Basarabiei cu România, regiunea Hotin a fost afectată de o puternică mișcare țărănească, care a ascuns în spatele sloganurilor bolșevice interesul pragmatic din partea agricultorilor de a-și apăra drepturile câștigate.

Zona Hotinului, în 1918.

După Unirea Basarabiei cu România, zona de nord a acesteia a avut un statut special în anul 1918, prin rămânerea ei sub ocupația armatelor germane și austro-ungare. Astfel, zonele județelor Hotin și Soroca au trecut sub controlul trupelor române la sfârșitul lunii octombrie/ începutul lunii noiembrie 1918, doar după retragerea trupelor Puterilor Centrale, ca preludiu al unei acțiuni mai ample ordonate de Marele Cartier General Român cu doar câteva zile mai înainte de reluarea acțiunilor militare alături de Antantă.
Starea de spirit a zonei a influențat într-o oarecare măsură pregătirile de acțiune ale bolșevicilor, făcute de aceștia împotriva statului român. Complexitatea problemelor de pe plan local și timpul foarte scurt, precum și incapacitatea autorităților românești, au silit aceste autorități să nu forțeze integrarea, iar dominanța elementelor minoritare în aparatul funcționarilor și în sistemele administrativ, de învățământ, polițienesc și administrativ a condus la acutizarea clivajului dintre structurile românești și populația locală. Astfel izolaționismul s-a accentuat, iar criza politică și economică de după război, a condus la apariția unor sentimente cu nuanță radicală.
Naționalismul statului ucrainean și expansionismul bolșevic au determinat în plan diplomatic prin metoda legiferării politicii de forță dusă în teren, precum și prin intermediul persistenței unei situații conflictuale la frontiera României de la răsărit, neplăceri mari autorităților centrale românești, iar îmbinarea ideologiei bolșevice cu diplomația a condus la apariția unui nou element: agitația revoluționară. Deși cu rol stabilizator în ansamblul ei, Unirea nu s-a desfășurat astfel în mod pașnic peste tot, iar intervenția trupelor române nu a instaurat ordinea în totalitate, astfel că în următorii ani grupuri și bande de bolșevici au continuat să constituie o amenințare pentru această regiune.
În perioada 1918 - 1919 – concomitent cu proiectarea de către bolșevici a unei vaste campanii militare, au avut loc o serie de incidente de frontieră, printre care s-a aflat și așa-numita Răscoală de la Hotin din luna ianuarie 1919. A existat în primul rând o determinarea ideologică a respectivelor incidente, guvernul bolșevic dirijând pregătiri în sensul provocării și desfășurării lor. Revolta de la Hotin nu a fost singulară, fiind precedată și succedată de alte astfel de acțiuni. Astfel, Marea Unire din 1918 a trebuit să fie susținută de Armata Română prin mijloace specifice, într-un context în care forțele înarmate inamice ale unor state ca Ungaria, Rusia Sovietică și Ucraina Sovietică au executat acte de ostilitate militară, intervenind în treburile interne ale României reîntregite, sprijinind și încurajând grupuri minoritare etnic și politic.
După ce înainte în timpul  negocierilor din februarie 1918 cu Puterile Centrale ucrainenii și-au afirmat opțiunea lor de a încorpora toată Basarabia noului stat, au urmat alte tentative de includere separată a Hotinului în Ucraina începând chiar din primăvara 1918. Astfel, la sfârșitul lunii mai 1918 la prefectul român al Hotinului s-a prezentat cerând predarea tuturor actelor, un „comisar ținutar de Hotin al Republicii Democratice Ucraina”. Acesta s-a și proclamat de altfel singurul comisar de drept al ținutului, autoritățile românești fiind nevoite să solicite sprijinul celor austriece pentru a opri pe comisarul ucrainean să se amestece în treburile interne ale ținutului Hotin. Mai târziu, în septembrie 1918 în timpul unor negocieri comerciale, primul consilier al Ministerului de Externe ucrainean i-a comunicat delegatului român Contzescu speranța guvernului din Ucraina, precum că România va fi de acord cu concesii teritoriale în Basarabia în zonele locuite de ucraineni.

### Etnic

Harta etnică a Basarabiei (1918)

În zona din nordul Basarabiei, statul român a fost moștenitorul unei o situații demografice și culturale particulare, reprezentată de faptul că românii – istoric vorbind reprezentau o continuitate, dar numeric vorbind erau minoritari, ca urmare a deznaționalizării și strămutărilor de populație din secolul XIX, petrecute după ocuparea Basarabiei. de către ruși.
Populația ținutului Hotin la recensământul din 1897, pe vremea când ținutul constituia un uezd al guberniei Basarabia, era majoritar formată din ucraineni (55,3% în zonele rurale, 53,2% incluzând zonele urbane), cei mai mulți dintre ei emigrați din Galiția iar unii din Malorusia. Chiar și în condițiile în care valorile de la sfârșitul secolului al XIX-lea ar fi fost exagerate în favoarea elementului etnic ucrainean, recensământul românesc din 1930 a relevat în mod similar în județul Hotin un consistent procent de ucraineni de 41,6% din totalul locuitorilor.
În nordul ținutului trăia o masă compactă de ruteni, care se continua cu masa de locuitori ucrainieni din Podolia de dincolo de Nistru. Înspre sud așezările ucrainene se răreau, astfel încât în Soroca și Bălți ajungeau să fie cu totul izolate.
| Grup etnic         | Ținutul Hotin (1897) % | Județul Hotin (1930) % |
| ------------------ | ---------------------- | ---------------------- |
| Ucraineni          | 53,2%                  | 41,6%                  |
| Moldoveni [români] | 23,8%                  | 35%                    |
| Evrei              | 15,6%                  | 9,2%                   |
| Ruși               | 5,8%                   | 13,6%                  |
| Polonezi           | 0,7%                   | 0,3%                   |
| Belaruși           | 0,5%                   | -- %                   |
| Germani            | 0,2%                   | -- %                   |
| Alte etnii         | 0,2%                   | 0,3%                   |

## Preludiu

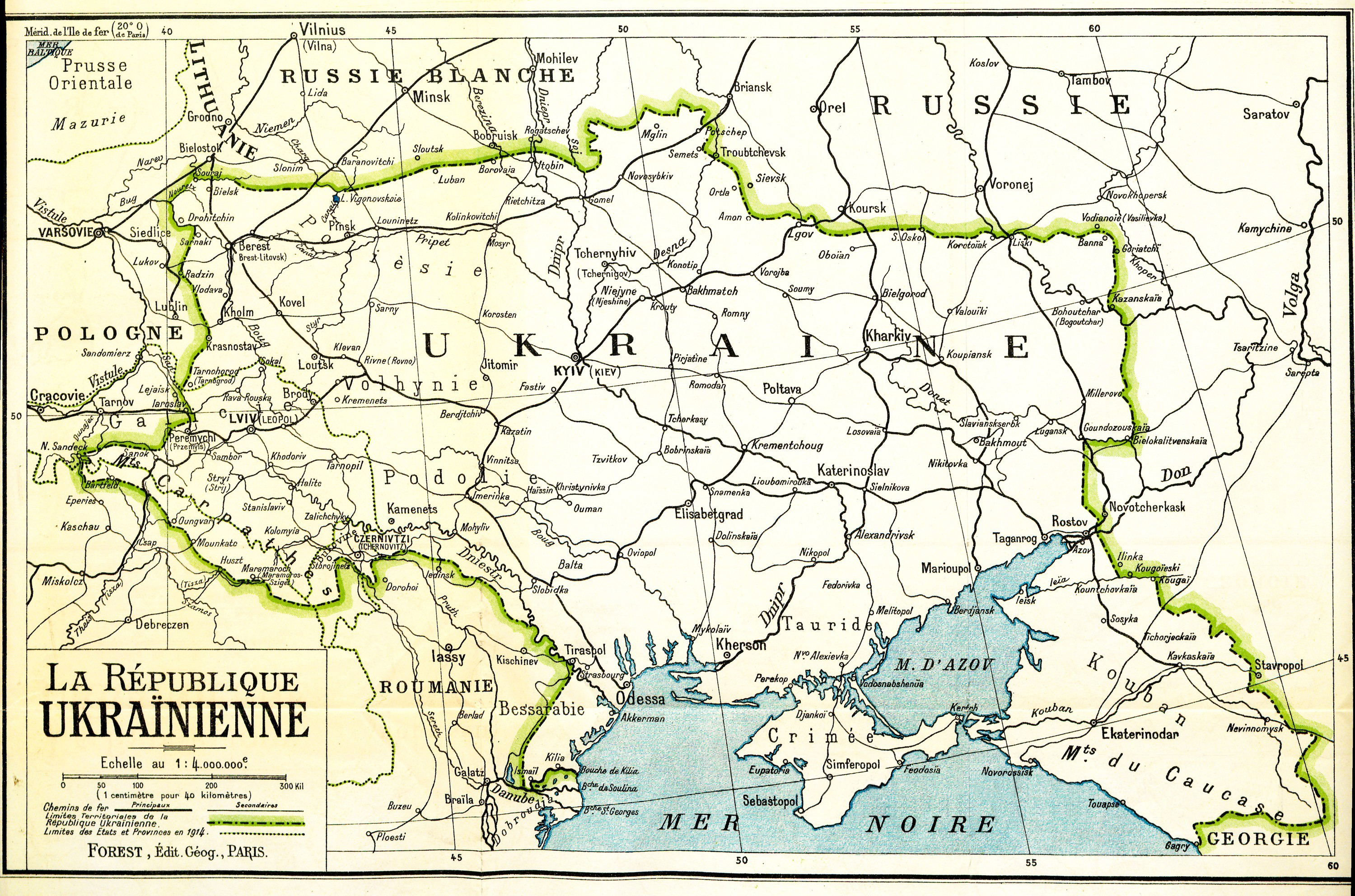
Aspirațiile teritoriale ale delegației ucrainene, prezentate la Conferința de Pace de la Paris din 1919

Într-un context în care relațiile diplomatice cu Rusia erau rupte din inițiativa statului slav și unirea teritoriului basarabean cu România nu era recunoscută de către aceasta, menținerea ordinii interne în Basarabia a reprezentat cea mai dificilă sarcină a administrației, din cauză că a fost perturbată de încercări numeroase de destabilizare – variate prin forme de manifestare, conținut și intensitate. Aceste încercări au fost circumscrise obiectivului de a menține în rândul populației o stare de permanentă tensiune și efervescență, de a semăna incertitudinea și neîncrederea în eforturile noii administrații instalate și de a induce suspiciunea față de soliditatea noului regim și față de perspectivele consolidării acestuia.

### Situația etnicilor ucraineni
Principiul autodeterminării, cel care a fundamentat restructurările  geopolitice din toamna anului 1918, în practică s-a dovedit a avea multe imperfecțiuni în raport cu ceea ce a fost considerat atunci pentru pacea Europei, esențial. Pe acest fundal, în perioada 1918-1919 s-a grefat problema Basarabiei, care a fost atât una de identitate național-demografică, cât și una politică sau culturală.

Președintele SUA Woodrow Wilson, autorul celor 14 puncte (aici în 1919)

Modificările de structură ale populației – mai perceptibile în spațiul Basarabiei de nord, au generat nesiguranța noilor frontiere ale statului român, într-un context în care realizarea unui puneri de acord între valorile ucrainene sau iudaice cu valorile românești reprezenta o dificultate și comunitățile minoritare au refuzat atât integrarea cât și cooperarea cu autoritățile centrale ale Regatului României. Debutul autorităților române în fostul teritoriu imperial rus s-a izbit astfel de resentimentele vechii administrații, iar abolirea sistemului zemstvelor, conform președintelui organului administrativ executiv al Ținutului Hotin, a fost refuzată de întreaga populație locală.
Datorită structurii sale etnice, județul Hotin a fost ținta unor insistențe foarte active de a fi separat de Basarabia. Atât bolșevismul cât și  albgardismul rus au susținut ideea „Rusiei cea veche, una și indivizibilă”, iar conducerea  naționalistă ucraineană a susținut conform  principiilor wilsoniene, un referendum în zonele de frontieră. Astfel, bolșevismul rusesc și naționalismul ucrainean au creat condițiile propice pentru declanșare unor acțiuni fățișe de anexare a interfluviului pruto-nistrean.
Populația ucraineană nu s-a regăsit într-un mod convenabil în viitorul Regatului României și a văzut în statul ucrainean (geografic limitrof și aflat în acele vremuri în curs de constituire), o soluție în ceea ce privește autodeterminarea, ce fusese garantată de bolșevici prin Declarația drepturilor popoarelor din Rusia. Situația militară și politică a celor două state ucrainene nu a lăsat însă loc de un alt conflict armat interstatal cu România, deoarece în aceeași perioadă Republica Populară a Ucrainei Occidentale era implicată într-un război cu Polonia, iar Republica Populară Ucraineană – a cărei graniță era pe Nistru - era implicată într-un conflict armat cu forțele bolșevice și se afla într-un moment critic al acestuia.

### Dispozitivul de acoperire al Armatei Române
Din punct de vedere  strategic, România era angajată practic la acel moment într-un război pe mai multe fronturi – la nord, la est și la vest. Odată ce Armatei Române i-a revenit rolul de a apăra noua frontieră pe Nistru, dispozitivul de acoperire al acesteia realizat la frontiera estică în noiembrie 1918, a cuprins în zona Hotinului și în arealele apropiate acestuia următoarele unități, cu următoarea ordine de bătaie:
- Divizia 1 Cavalerie, Corpul 4 Armată, Armata 2,[56] divizie comandată de generalul Mihail Schina[34]

- Regimentul 1 Călărași pe jos
- Brigada 2 Roșiori – comandată de generalul Cleante Davidoglu, cu cartierul la Hotin.

- Regimentul 4 Roșiori – cantonat la Hotin
- Regimentul 9 Roșiori

- Brigada 3 Roșiori - cu cartierul la Noua Suliță

- Regimentul 5 Roșiori
- Regimentul 10 Roșiori

- Divizionul 2 Artilerie Călăreață
- Grupul 1 Automitraliere

- Brigada 17 Infanterie, Divizia 9 Infanterie, Corpul 5 Armată, Armata 1,[56] brigadă comandată de generalul Stan Poetaș[57] – dispusă la sud-est de Divizia 1 Cavalerie.[55]
- Divizia 8 Infanterie, Corpul 4 Armată, Armata 2,[56] divizie comandată de generalul Iacob Zadik[7] – în Bucovina, la vest și nord-vest de Divizia 1 cavalerie[55]
- Regimentul 3 Grăniceri, Corpul de Grăniceri[29] –  în fruntea căruia se afla colonelul Ressel,[8] a fost desemnat să asigure paza frontierei nistrene în regiune,[29] cu 3 companii din Batalionul 1[11] situate între Hotin și Soroca.[58] Dată fiind importanța zonei, comandamentul regimentului s-a stabilit tot la Hotin.[8]

Corpul 5 Armată și-a organizat apărarea în Basarabia pe 3 sectoare, de la nord la sud. Zona de nord aflată între Prut și Nistru până la Ataki a revenit Diviziei 1 Cavalerie, aceasta învecinându-se la sud cu Divizia 9 Infanterie (al cărui cartier a fost fixat la Bălți). Ca sprijin al acesteia a fost desemnată Brigada 3 Roșiori. Diviziei 1 Cavalerie i-a revenit astfel un front larg, situat între Orășeni și Ataki. Din punct de vedere fizico-geografic, fâșia de apărare a diviziei a cuprins doua sectoare cu caracteristici distincte:
- spre vest se găsea sectorul dintre Prut și Nistru – aflat între Orășeni și Zaleszczyki. Acesta avea un teren favorabil apărării, mediu frământat și fără obstacole naturale. De asemenea, localitățile din fața frontului – situate la vest de aliniamentul ocupat de unitățile românești, erau populate în mod majoritar de polonezi, iar aceștia nu manifestau opoziție față de prezența trupelor române.[30]
- la nord[57] între Zaleszczyki si Ataki se găsea linia sinuoasă a Nistrului, existând aici în contextul meteorologic respectiv[30] (temperaturi scăzute cu potențial de înghețare a Nistrului) trei sectoare pasibile de forțare sau de trecere: Jvaneț (Zveniek)-Hotin, Bernașivka-Lomacineți (Lamancăuți) și Moghilău (Moghiliov)- Otaci (Ataki).[57] Din aceste sectoare se deschideau trei direcții de înaintare spre Prut, vizate de cei care ar fi vrut să ocupe nordul Basarabiei: spre Cernăuți, Noua Suliță și Lipcani.[30]

Divizia 1 Cavalerie a fost cea care a luat în stăpânire Hotinul și și-a instalat cartierul la Lipcani, în timp ce Brigada 2 Roșiori a generalului Davidoglu –  aflată în structura diviizei, și-a stabilit cartierul la Hotin. Ca sprijin al Diviziei 1 Cavalerie a fost desemnat Regimentul 40 Infanterie „Călugăreni” din Brigada 18 Infanterie, Divizia 9 Infanterie.
Ulterior în contextul în care unități ale armatei române aflate pe Nistru în zona Hotinului au fost atacate de pe teritoriul Ucrainei de structuri militare și paramilitare bolșevice –  la care s-au alăturat franctirori care au fraternizat cu respectivele structuri, mai multe unități militare cantonate în Moldova au fost trimise în nordul Basarabiei. Printre ele s-a aflat Regimentul 37 Infanterie „Alexandru cel Bun” din Botoșani, din Brigada 16 Infanterie, Divizia 8 Infanterie. Acesta a fost cantonat într-o într-o primă fază la Noua Suliță, iar după aceea la Hotin.

### Situația pe teren
Până la începutul anului 1919 la frontiera de est a fost o liniște relativă, fond pe care s-a remarcat totuși în sectorul Moghilău (Moghiliov)-Otaci (Ataki) o activitate militară palpabilă, în cursul ultimelor 2 luni ale anului 1918. Astfel, la 15 /28 noiembrie 1918 (17/30 noiembrie după o altă sursă) pichetele românești dintre Otaci (Ataki) și Soroca ale Companiei 2 Secureni și Companiei 3 Hotin, au fost atacate dinspre Ucraina de bande de bolșevici, iar luptele de la Moghilău dintre bolșevici și naționaliștii ucraineni au determinat la Ataki radicalizarea situației. Din acest motiv, grănicerii români au intervenit pentru a menține ordinea și de asemenea pentru strângerea armelor și arestarea agitatorilor. Un raport din 22 noiembrie/ 5 decembrie al comandantului Batalionului 1 Grăniceri către Corpul Grănicerilor, a consemnat în contextul luptelor de la Moghilău dintre ucraineni și bolșevici :
„...locuitorii din toate satele ținutului ocupat de noi, părăsit de austrieci, au înca foarte multe arme, mitraliere, grenade și munițiuni ascunse în pământ, pe care nu voiesc să le predea trupelor insărcinate cu strângerea lor ...[iar populația din zona Ataki]... se dovedește foarte ostilă și veșnic în așteptarea venirii bolșevicilor pentru a lua armele și a se dădea iarăsi la crime și jaf...”
Este neclar dacă aceste constatări ale grănicerilor – destul de grave despre pericolul real care amenința situația Basarabiei și a trupele destinate să o apere, au fost transmise comandanților de divizii din sectorul respectiv. Conform datelor obținute din arhive de către Dumitru Seserman, raportarea s-a făcut către alte structuri decât cele ale marilor unități de infanterie și cavalerie care se găseau în Basarabia. Ce este sigur însă, este că atacurile  care au fost declanșate de adversar în prima decadă a lunii ianuarie 1919, au surprins trupele române din Basarabia și Bucovina.
În acest context, un raport adresat Marelui Cartier General de către comandantul Corpului Granicerilor a ilustrat la 26 noiembrie/ 9 decembrie 1918, tentative ale ucrainenilor de a pătrunde prin forță în Basarabia în zona localității Ataki. De asemenea, în luna decembrie 1918 incidentele de la est de Nistru precum și atacurile asupra pichetelor de grăniceri aflate pe malul vestic al fluviului s-au intensificat, alături de acțiunile bolșevice de incitare a populației basarabene împotriva armatei și a autorităților române.

### Conferința de pace
Pe 5/18 ianuarie 1919 s-au deschis la Paris lucrările Conferinței de Pace. Recunoașterea Unirii Basarabiei cu România s-a lovit de dificultăți, ridicându-se multe proteste împotriva stării de fapt creată prin această unire. Adversarii unirii din Sfatul Țării, reprezentați de membri ruși și ucraineni ai grupului țărănesc, au constituit la Odesa un „ Comitet pentru Eliberarea Basarabiei”, care a avut legături atât cu Sovietele, cât și cu Anton Ivanovici Denikin. Acest Comitet a adresat o declarație către Conferința de Pace de la Paris prin care cerea retragerea trupelor românești, înlocuirea lor cu trupele ale Aliaților și organizarea unui referendum cu privire la viitorul acestui teritoriu: dacă Basarabia trebuie să intre în componența României sau să fie independentă.

### Pregătirea
Odată cu ocuparea localității Moghilău (Moghiliov) de către trupele roșii, au apărut condiții favorabile pentru o ofensivă îndreptată la vest de Nistru. Numit de bolșevici la conducere la Kiev, radicalul bulgar Cristian Racovski a manipulat forțele albgardiste, pregătind împotriva autorităților române pe care le ura, o revoltă la Hotin. Acesta s-a bazat pe susținerea numeroasei populații civile locale alogene, care nu era pregătită să accepte noile realități basarebene. De asemenea, Racovski a ordonat atât bolșevicilor aflați la Odesa, cât și membrilor Komsomolului ucrainean să-l sprijine pe liderul naționalist ucrainean Simon Petliura (ale cărui acțiuni din regiunea Hotinului erau marca efortului său de a asigura unirea regiunii cu Ucraina), în ce privește acțiunile acestuia împotriva românilor.
Astfel de tulburări de proporții – cum au fost evenimentele din ianuarie 1919 din ținutul Hotinului, au fost inspirate și sprijinite cu bani, arme și agenți provocatori infiltrați în Basarabia. În ceea ce privește problemele basarabene, rapoartele Siguranței române din perioada decembrie 1918 - februarie 1920 conțin informații care relevă faptul că organizațiile albgardiste și bolșevice au acționat în paralel, confruntarea fiind la acea dată între partizanii  Rusiei Mari și ucrainenii care doreau constituirea unei republici proprii, dorind concomitent separarea Basarabiei de România (idee care și-a găsit pe ambele maluri ale Nistrului adepți numeroși).
„În plan general - al scopurilor, mijloacelor și strategiilor - diferențele de politică externă dintre bolșevicii și naționaliștii ruși și ucraineni - care vizau Europa imediată lor - sunt insignifiante. În mod evident este vorba despre o identificare între politica imperialistă țaristă și cea sovietică, același teritoriu constituind obiectul expansiunii...”—Duțu, Tatiana; Anghel, Florin; În legătură cu așa-zisa „Răscoală de la Hotin” 7-21 ianuarie 1919
În haosul Războiului Civil, percepția documentară imediată a favorizat ideea că acțiunea care a urmat a fost exclusiv opera bolșevicilor. Cu toate acestea, alături de scopul imediat al sovieticilor a existat ca țintă demonstrarea de către albgardiști, decidenților Conferinței de Pace de la Paris care urma să se deschidă la 18 ianuarie 1919, că populația regiunii nu era de acord cu unirea cu Regatul României.
Râul Nistru fiind înghețat, unitățile militare au putut trece liber de pe teritoriul ucrainean în Basarabia prin cele 3 sectoare de trecere – Jvaneț (Zveniek)-Hotin, Bernașivka-Lomacineți (Lamancăuți) și Moghilău (Moghiliov)-Otaci (Ataki). Arme provenite astfel din Ucraina, au servit la înarmarea populației unor sate din zonă.

#### Implicarea bolșevică
Revolta de la Hotin s-a integrat unui cadru mai larg, fiind exploatată de agitatorii bolșevici. Istoricul olandez W.P. van Meurs a afirmat însă că respectivul conflict nu a fost declanșat la inițiativa autorităților regulate ale Armatei Roșii, respectiv la ordinul Moscovei, responsabilitatea revenind cel mai probabil unor unități armate locale și populației indigene. În istoriografia sovietică și moldovenistă au fost indicate însă organisme (comitete și comisii) însărcinate cu organizarea evenimentelor. Acestea au avut legături directe cu Armata Roșie, cu guvernul sovietic de la Sankt Petersburg și cu Comitetele Centrale ale Partidului Comunist din Rusia (care crease un birou special însărcinat cu problemele Basarabiei) și Ucraina. În ziua de dinaintea atacului, s-au ținut consfătuiri pregătitoare cu reprezentanții acestor comitete în stânga Nistrului și în județul Hotin. Tot istoriografia sovietică afirmă caracterul implicării active a bolșevicilor în evenimente, dar și declanșarea prematură a lor, înainte de apropierea suficientă a trupelor Armatei Roșii de granița nistreană.
Conform versiunii oficiale românești, rebeliunea a fost organizată de Comitetul Revoluționar Basarabean din Moghilău (Podolia), autointitulat Directorat al Basarabiei. Realizat după modelul Directoratului din Kiev, cu scopul de a coordona acțiunile din zona Hotinului, acesta a inclus și reprezentanți ai autorităților ucrainene, acționând însă precipitat, cu o organizare precară și fără a avertiza Comitetului Central al Basarabiei de la Chișinău sau comitetul similar de la Odesa. Acțiunea subversivă a debutat inițial pe stânga Nistrului, prin tipărirea de manifeste și răspândirea de apeluri destinate populației din Basarabia. Prin comitete, s-au stabilit legături cu locuitorii Hotinului și Moghilăului, în paralel fiind trimisă în zona Hotinului o mare cantitate de arme. După ce a distribuit manifeste, acest Directorat a trimis bande înarmate pe teritoriul românesc.

#### Implicarea albgardistă
Există argumente documentare care susțin faptul că evenimentele de la Hotin au fost declanșate de către adepții rușilor albi aflați pe teritoriul Ucrainei. Astfel, potrivit unor supraviețuitori, Revolta a fost organizată conform unor instrucțiuni primite din Ucraina, în contextul colaborării Cartierului General al armatei generalului Denikin – staționate în apropierea frontierei ucraineano-române - cu reprezentanții Comitetului pentru Salvarea Basarabiei de la Odesa, al tentației denikiniștilor de a elibera provincia după lichidarea trupelor hatmanului ucrainean Simon Petliura, al persecutării transnistrenilor suspectați de filoromânism și al activității unor organizații iredentiste monarhiste basarabene. Opiniile merg până la a afirma probabilitatea ca atacul să fi fost dat de formațiuni ale rușilor albi. În regiunea Hotinului au participat la acțiune și trupe petliuriste, dar cooperarea pe teren între unitățile roșii și albe a fost deficitară.
Este de menționat că în programul de luptă al Comitetului pentru Salvarea Basarabiei având ca scop reunificarea Basarabiei cu Rusia, adoptat în decembrie 1918, au figurat următoarele:
1. Ducerea unei propagande violente împotriva prezenței românilor în Basarabia, precum și difuzarea de informații în rândul populației din sudul Rusiei precum că România tratează cu brutalitate populația basarabeană.
2. Ducerea unei propagande intensive în rândul tinerilor și mai ales în rândul ofițerilor pentru abandonarea temporară a rezidenței în teritoriul basarabean, cu scopul de a fi trimiși în Rusia pentru o pregătire specială.
3. Formarea în Rusia, cu ajutorul comitetului, a unor trupe de șoc speciale constând numai din basarabeni
4. Stabilirea unei puncte de propagandă pe teritoriul provinciei astfel ca, atunci când o armată de voluntari se va apropia de granița acesteia, să fie declanșată o revoltă în spatele trupelor române.
5. Căutarea unor agenți și a unor resurse financiare, astfel încât planurile să poată fi puse în practică.

În stațiile căilor ferate de pe rutele pe care soldații se întorceau din prizonieratul austro-ungar au fost create grupuri de propagandă clandestine. Deja în ianuarie 1919 pregătirea unei revolte în Basarabia ajunsese în faza activă: la Tiraspol fusese creată o unitate de voluntari din rândul celor întorși, fuseseră pregătiți instructori pentru lupte de gherilă – care deja erau pe teren în Basarabia și, fuseseră livrate resurse financiare de la Armata Voluntarilor.

## Desfășurare

### Preambul
În decursul lunii ianuarie s-au evidențiat două aspecte: atât o insuficientă conlucrare între companiile de grăniceri și diviziile din acoperire, cât și o oarecare neglijență manifestată de comandanții tuturor eșaloanelor în ceea ce privește evaluarea situației precum și menținerea vigilenței, în rândul trupelor.
Un ordin de operații care-i viza mai ales pe comandantul Brigăzii 2 Roșiori – generalul Cleante Davidoglu, și pe comandantul Regimentului 3 Grăniceri – colonelul Ressel, a fost emis pe 22 decembrie/4 ianuarie 1918 de generalul Mihail Schina – comandantul Diviziei 1 Cavalerie. Prin acesta li se cerea unităților comandate de aceștia, să supravegheze cu toată atenția mișcările trupelor bolșevice de peste râul Nistru și să respingă orice atac al acestora. Împotriva lor trebuia să se acționeze „cu cea mai mare violență până la distrugerea completă a localității în care se adăpostesc unitățile concentrate în acest scop”.
La comandamentul Diviziei 1 Cavalerie la începutul anului 1919 au sosit informații care indicau o creștere bruscă a efectivelor ruso-ucrainene în regiunea orașului Moghilău, precum și o intensificare a actelor teroriste și a diversiunilor, mai ales în nordul provinciei. Un ordin al generalului Constantin Prezan din 6/19 ianuarie 1919 a cerut trupelor din Basarabia să acționeze „cu toată asprimea” față de cei care tulbură ordinea, cerându-le în același timp să aibă o atitudine binevoitoare față de populația pașnică, apărându-i avutul și viața.
Aceste ordine nu par a fi fost privite cu toată atenția și nu s-au luat măsurile care s-au impus. Din motive necunoscute, Brigada 2 Roșiori nu s-a consolidat pe poziție și nici nu a urmărit cu atenția cuvenită mișcările și infiltrările inamice de peste Nistru. În mod inexplicabil, deși la nord de Nistru concentrările de forțe militare erau vizibile și intensitatea raidurilor și incursiunilor peste fluviu a crescut, la începutul anului 1919 în sectorul Brigăzii 2 Roșiori s-a instalat în mod inexplicabil liniștea și inactivitatea. În condiții de pericol iminent, cei mai mulți dintre ofițeri și cea mai mare parte efectivului se complăceau într-o viață liniștită, instalați fiind la Hotin și în localitățile din jur.
Inamicul a fost la curent cu situația respectivă și s-a hotărât să profite de ea. Bolșevicii s-au pregătit astfel fără a fi stingheriți pe ambele părți ale Nistrului, sub ochii comandanților militari din zonă. Din depozitele austro-ungare și germane lăsate în zonă după retragerea trupelor Puterilor Centrale, elementele ostile autorităților românești au putut să fure arme, deoarece depozitele în cauză nu au fost preluate de Armata Română sub o pază corespunzătoare.

### Incursiunea de la Ataki (Otaci)
Precedând evenimentele de la Hotin, în perioada 7/20 - 11/24 ianuarie 1919 a avut incursiunea Armatei Roșii Ucrainene în sectorul Ataki (Otaci), acțiune în care a căzut la datorie generalul Stan Poetaș.

#### Atacul bolșevic

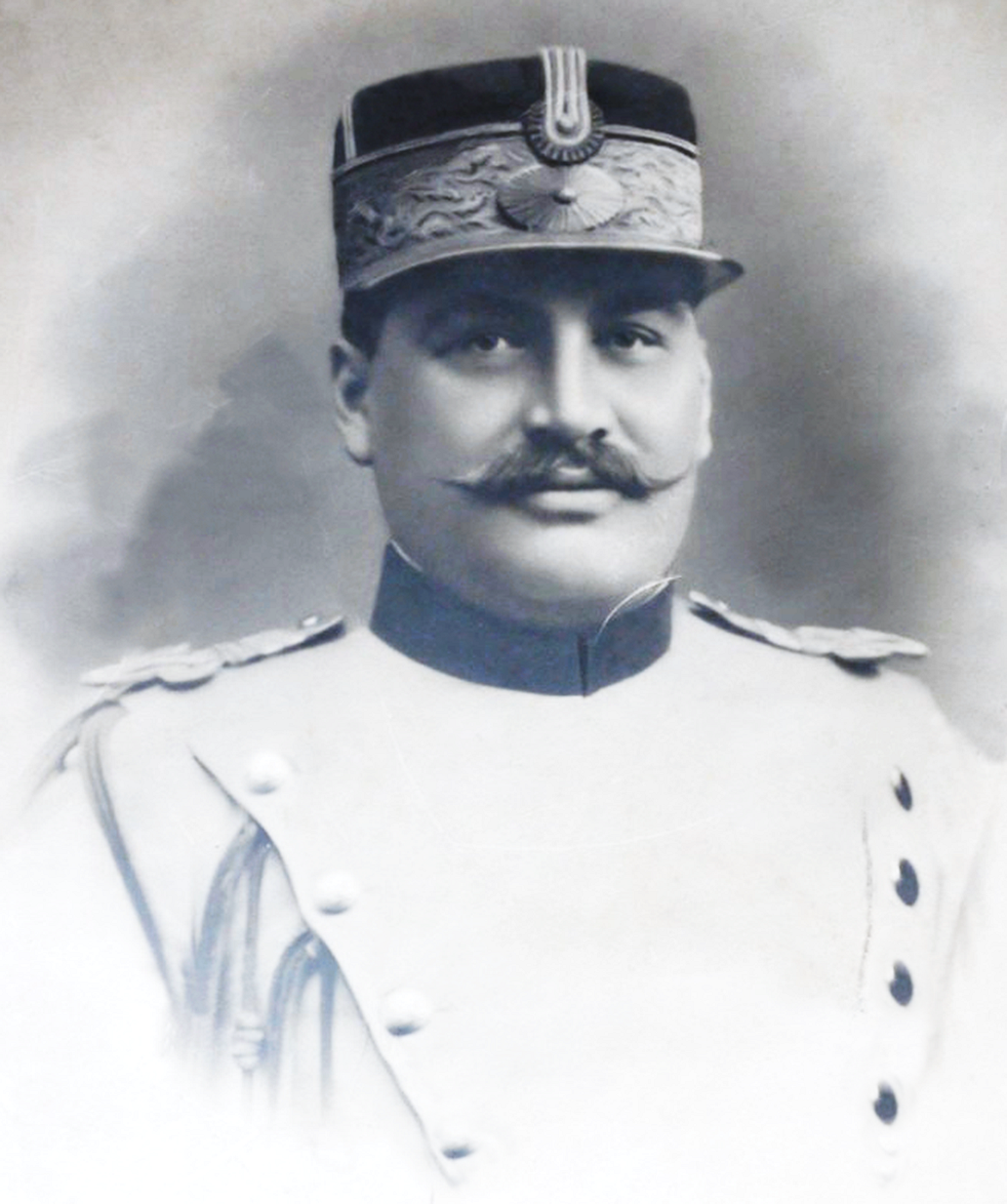
Portret al generalului Stan Poetaș

În cursul lunii ianuarie au început să se adune bande înarmate dincolo de Nistru, iar populația ucraineană a satelor din nordul Basarabiei, instigată din Ucraina, a început să se agite. În noaptea de 6/19 spre 7/20 ianuarie prin punctele Unguri, Călărașeuca și Naslavcea, patru detașamente conduse de foști ofițeri ai armatei țariste au trecut Nistrul pe gheață, au măcelărit grănicerii surprinși în pichete și au atacat la ora 3:40 în regiunea Ataki între satele Călărașeuca și Verejeni, cu un număr (conform istoricului Gheorghe Cernea) de 5.000 de oameni, 300 de călăreți și 10 tunuri. Atacatorii au fost susținuți de un tren blindat, care a trecut podul de peste Nistru. La comanda detașamentelor s-au aflat nume precum I. Neaga, Gheorghe Bărbuță, Alexei Starov și Gheorghe Maevski, toți aflați sub comanda căpitanului țarist Latîi, sprijinit de șeful său de Stat Major, Filipciuc. În zona Ataki se aflau dislocate un batalion românesc sub conducerea ofițerului Lascăr, lângă care se găseau Regimentul 40 „Călugăreni” și Regimentul 35 „Matei Basarab”.
Atacatorii au fost susținuți de o parte a populației locale, care s-a răsculat în spatele trupelor române. Datorită legăturilor anterior stabilite, inamicii au putut beneficia astfel de ajutorul unor elemente din partea locului, cărora le-au pus la dispoziție arme și muniții aduse de peste Nistru. De asemenea, armata ucraineană de la Moghilău a pus la dispoziție atacatorilor material pentru construirea unui pod peste râu, pod pe care au putut trece artileria și caii. Din spate au atacat locuitorii satelor, iar Companiile 11 și 21 de Grăniceri s-au retras luptând spre Româncăuți, Secureni, Ocnița și Briceni.
Atacul a luat prin surprindere de asemenea și unitățile Diviziei 9 Infanterie, cu precădere pe cele din zona Ataki ale Brigăzii 40 Infanterie și a provocat pierderi însemnate trupelor române, un număr semnificativ de grăniceri și ostași din subunitățile cantonate în satele din zonă fiind uciși. În contextul confuziei produse, a fost ucis la Călărașeuca pe 7/20 ianuarie comandantul Brigăzii 17 Infanterie  – generalul Poetaș, de către un grup de săteni din banda lui Bărbuță. După ce acesta a fost ucis, cadavrul său a fost batjocorit. Comanda trupelor din zonă a fost preluată, după uciderea generalului, de către colonelul Ion Petrescu.

#### Contrareacția Armatei Române
Deși au intervenit în luptă imediat ce a fost posibil în aceeași zi, unitățile Diviziei 9 Infanterie au fost împinse până în seara zilei de 7/20 ianuarie de către trupele inamice care au beneficiat de suportul populației din zonă, pe aliniamentul Secureni, gara Dângeni, Sanca. Lupte grele s-au dat ulterior cu predilecție în zona gării Ocnița (un anume Maievski era comandantul grupului insurgent de la Ocnița) și a localității Verejeni în zilele de 8/21 si 9/22 ianuarie, fără ca rezultatul acestora să fie decis.

Situația la 9/22 ianuarie 1919, chiar înainte de avansul trupelor române în zona Ataki (Otaci).

În contextul evenimentelor care s-au dovedit grave, generalul Prezan a emis pe 9/22 ianuarie 1918 un nou ordin către Corpurile 4 și 5 Armată, solicitând să fie luate măsuri drastice împotriva tuturor celor care s-au dedat la acte criminale. În acest ordin au fost precizate următoarele: „Pe viitor toate trupele care vor trece frontiera noastră nu vor fi considerate ca trupe organizate. În consecință, aceste bande nu se vor bucura de legile care se aplică în război trupelor regulate. Toate vor fi tratate fără milă, [vor fi] complet și radical exterminate.” Un ordin special emis pe 10/23 ianuarie tot de generalul Prezan s-a referit la reprimarea așa-ziselor „revolte locale”, specificând că „nu trebuie milă, toleranță și ezitare cu asemenea ocazii.”
În dimineața zilei de 10/23 ianuarie două detașamente ale Diviziei 9 Infanterie, unul de la Briceni compus din 3 batalioane de infanterie și 2 baterii de artilerie (conform opiniei lui Constantin Kirițescu adăugându-li-se și 1 escadron de cavalerie) și unul de la Secureni format din 2 batalioane de infanterie, 1 escadron de cavalerie și 2 baterii de artilerie, au început să înainteze pentru a-i împinge pe atacatori peste Nistru. Detașamentul Secureni înaintând pe două coloane, a ocupat până seara Bîrnova și Naslavcea. Detașamentul Briceni a înaintat pe 3 coloane, angajând lupta cu inamicii situați în pădurile aflate la est și la vest de șoseaua Sauca - Călărașeuca (Calarașovca), astfel că tot pe 10/23 ianuarie localitățile Vălcineț (Volcineț), Călărașeuca (Calarașovca) și  Ataki (Otaci) au fost reocupate de acest detașament. Suferind mari pierderi, Detașamentul Briceni a fost întărit în data a de 11/24 ianuarie cu încă un batalion de infanterie și o secție de artilerie, venite de la Bălți pe calea ferată. Astfel întărit, detașamentul a atins și a reocupat pe 11/23 ianuarie satele Lencăuți, Unguri și Arionești. Practic, în seara zilei respective trupele bolșevice au fost respinse peste linia Nistrului. Un grup restrâns de insurgenți s-a retras la Hotin.
Până la acel moment, regiunea Hotinului fusese considerată ca având o importanță secundară de către autoritățile române. Incursiunea de la Ataki a fost însă doar preludiul, deoarece la data de 9/23 ianuarie toată linia Nistrului, de la Ataki până la Hotin, a fost atacată de inamicii veniți din Ucraina. Uciderea generalului român Poetaș a fost un factor suplimentar care a scos în evidență gravitatea situației pe plan local.

### Evenimentele de la Hotin

#### Retragerea Armatei Române

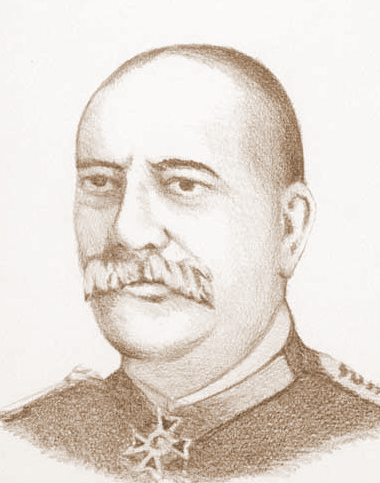
Portret al generalului Cleante Davidoglu

În noaptea de 8/21 spre 9/22 ianuarie, generalul Davidoglu a inspectat dispozitivul trupelor. Târziu în noapte, a aflat noi date despre atacul bolșevic și despre faptul că populația se răzvrătise la Rucșin (sud-vest față de Hotin). Dintr-o prudență exagerată și dând prea multă crezare zvonurilor fără să le verifice, a hotărât să părăsească Hotinul fără luptă, ordonând în noaptea de 9/10-22/23 ianuarie 1919 retragerea Detașamentului General Davidoglu – format din Regimentului 9 Roșiori, Batalionul 3 din Regimentul 40 Infanterie și o baterie de artilerie călăreață, la 2 km înafara acestuia, pe axa de comunicație Hotin-Noua Suliță. Aici trupele retrase au așteptat sosirea batalionului încartiruit într-un sat din nordul orașului Hotin – comandat de maiorul Popescu, a companiei de la Caplevca – comandată de sublocotenentul Ardeleanu, precum și a Bateriei 3 de Artilerie călăreață – comandată de sublocotenentul Dumitrescu (locotenent după o altă sursă). Un raport ulterior a relevat că
„nu s-a dat alarma în nici un moment”—Ranetti, maior
În dimineața zilei de 9/22 ianuarie, generalului Davidoglu i-au parvenit informații despre intenția unor colaboratori ai bolșevicilor din Caplevca, Darabani, Botineni și Nedăbăuți (situate pe un aliniament aflat la sud de Hotin) de a ataca trupele române, astfel că a hotărât să se retragă – din nou fără să lupte, prin Nedăbăuți spre Noua Suliță și Mămăliga, fără a se interesa de soarta grănicerilor români din zonă.

Într-un raport emis pe 31 ianuarie/14 februarie căpitanul Virgil Mironescu, comandantul unei companii de grăniceri, a arătat că el și cele 3 plutoane pe care le-a avut în subordine au fost astfel singurele forțe destinate să facă față siguranței Nistrului din nordul Hotinului spre sud, pe o distanță de 160 km. Într-un raport către Marele Stat Major, generalul Nicolae Petala, comandantul Corpului 4 Armată, l-a criticat foarte aspru pe comandantul Brigăzii 2 Roșiori, arătând că acesta, deși a știut de atac, nu a specificat nimic despre luptă și despre apărarea Hotinului în ordinul emis subordonaților în noaptea de 8/21 spre 9/22 ianuarie.
„Vina generalului Davidoglu de a fi părăsit Hotinul, pe care l-a lăsat expus unei bande de tâlhari...este, prin urmare, aceea de a nu fi știut să se orienteze, de a fi judecat fals situația și de a fi condus detașamentul necorespunzător situației reale”—Petala, N; Raport în legătură cu cele întâmplate la Hotin în noaptea de 8/9 ianuarie 1919

#### Atacul bolșevic

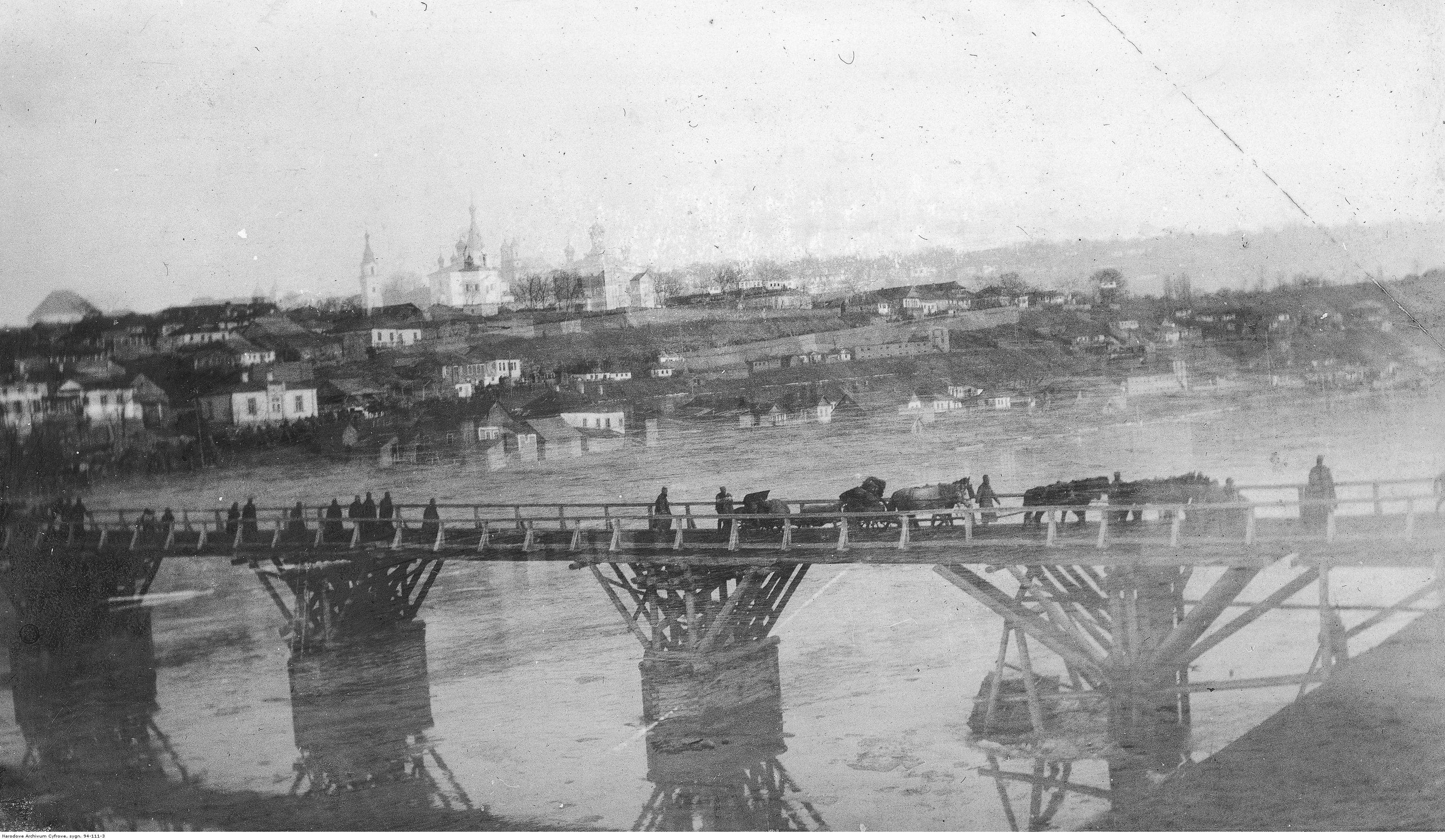
Podul de lemn de peste Nistru de la Jvaneț–Atachi (Hotin), în 1915, văzut dinspre Atachi).

Pe 10/23 ianuarie 1919, bande bine înarmate inclusiv cu artilerie și mitraliere grele și cu un efectiv numeros (adesea de peste 200-300 de oameni), au atacat pe toată linia Nistrului de la Atachi la Hotin, trecând râul pe podul de gheață. La atac au participat și trupe petliuriste. În seara de 10/23 ianuarie satele din jurul Hotinului și din întregul sector al Companiei 3 Grăniceri s-au răsculat cu armele, în legătură cu bolșevicii veniți din Ucraina. Pichetele de grăniceri din zonă au început să lupte atât cu populația răsculată înarmată, cât și cu cei ce voiau să treacă Nistrul. Supraviețuitorii acestor pichete de la Voronovița, Darabani, Prigorodoc, Ghergheuți și Rașcău s-au retras spre Lipcani, iar alții spre Bucovina sau spre Noua Suliță.
Soldații ruși bolșevizați, împreună cu locuitori ucraineni ai regiunii care sprijineau înființarea unui stat ucrainean, precum și cu anarhiști de-ai lui Nestor Mahno, au pătruns pe 10/23 ianuarie în orașul Hotin, care era lipsit de orice apărare și fusese părăsit în noaptea precedentă de generalul Davidoglu, împreună cu prefectul județului. Ocupația efectivă a Hotinului s-a încheiat pe 11/24 ianuarie. Grănicerii și soldații români, conform declarațiilor celor doi rabini din acele vremuri ai orașului Hotin, au fost ajutați de evrei să nu cadă în mâinile agresorilor, unii dintre ei fiind ascunși în timpul ocupației bolșevice în sinagogile orașului.
În următoarele două zile întreaga regiune a intrat în stăpânirea rebelilor. Puterea a fost asumată de către o nouă structură, intitulată Directoratul de la Hotin și formată din 5 membri (cu M. Liskun în calitate de conducător și L. Tokan în calitate de secretar). Directoratul a proclamat dreptul la autodeterminare al basarabenilor și „răsturnarea jugului românesc”, solicitând unirea cu Republica Populară Ucraineană, aflată în vecinătate. Tot acest Directorat s-a adresat președintelui Statelor Unite ale Americii, guvernelor Marii Britanii, Franței, Italiei și Rusiei cu o notă de protest împotriva a ceea ce considera acesta a fi regimul de ocupație românesc din ținut. Directoratul Republicii Populare Ucrainene a trimis un reprezentant (I. Maevki) și arme la noua structură de conducere formată. Majoritatea celor din Directoratul de la Hotin au susținut ideea înființării unei republici autonome, în cadrul statului ucrainean. Au existat însă dezacorduri în sânul acestui organism, ceea ce a făcut ca în cea mai mare parte, rebeliunea să rămână neorganizată.
Cu puține șanse de a obține ajutor suplimentar de la cele două state ucrainene, ucrainenii au încercat să organizeze pe plan local noi unități militare, cu bazele la Rucșin, Anadol și Dăncăuți. Forțele rebele (creditate de sursele ucrainene la un număr de 30.000 de luptători) au fost organizate pe structura a trei regimente de infanterie, a unui un escadron de cavalerie și a unei baterii de artilerie. Această cifră de 30.000 de participanți a fost constatată însă anterior în textele propagandistice sovietice și a fost asociată cu preocuparea acestora de a promova versiuni istorice destinate în mod voit să maximalizeze implicarea numerică a populației și numărul de victime sau refugiați. De asemenea, istoricii sovietici au ratat furnizarea unor explicații credibile care să clarifice cum de o astfel de rebeliune postulată ca fiind masivă ar fi putut fi în mod real înfrântă.

#### Contrareacția Armatei Române
Pentru recâștigarea Hotinului s-au dus lupte violente. Sesizând pericolul care apăruse pentru Divizia 8 Infanterie, generalul Iacob Zadik în urma unui ordin venit de la comandantul Corpului 4 Armată, a trimis un batalion de infanterie, ca sprijin pentru Detașamentul General Davidoglu. O primă tentativă de înaintare dinspre Creștinești spre Hotin a forțelor armate române din regiune, sub comanda generalului Davidoglu, s-a concretizat la 11/24 ianuarie în condițiile atacului inamic venit din mai multe direcții, cu o nouă retragere la Dinăuți, aflat la nord-estul localității Noua Suliță.
Avansul pe teren al trupelor ruse a determinat trimiterea în zonă de noi întăriri, de către eșaloanele superioare ala Armatei Române. La data de 12/25 ianuarie două batalioane de infanterie, un escadron de cavalerie și o secție de artilerie au s-a constituit în Detașamentul Colonel Tomoroveanu (comandant en titre al Regimentului 37 Infanterie), iar Regimentul 7 Vânători, un escadron de cavalerie și o secție de cavalerie grea s-au constituit în Detașamentul Colonel Conjescu. De asemenea, la 12/25 ianuarie comandantul Diviziei 1 Cavalerie a dat un ordin în care, după ce și-a exprimat nemulțumirea față de blândețea dovedită și ritmul lent al acțiunilor inițiate de comandantului Brigăzii 2 Roșiori, a recomandat acestuia să treacă urgent la
„încercuirea fiecărui sat, a bandelor bolșevice și a locuitorilor răzvrătiți, mergând cu represaliile cu [până la] distrugerea satului prin ardere, dacă pentru a doua oară s-au răzvrătit contra noastră.”—G-ral Mihail Schina, 12/25 ianuarie 1919

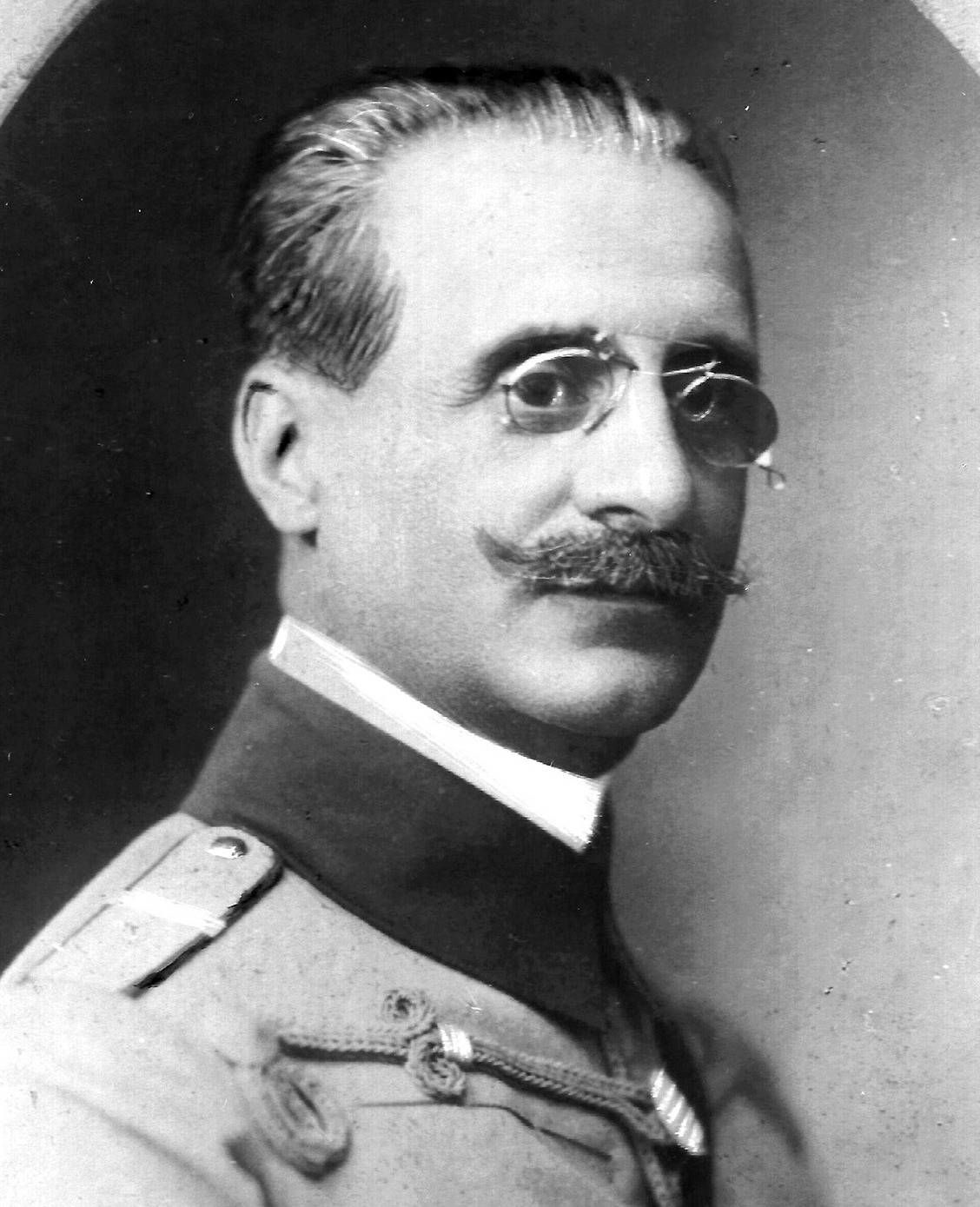
Generalul Mihail Schina

Următoarea zi, generalul Schina a revenit cu un nou ordin, în care a precizat că scopul urmărit de Armata Română
„este de a curăța județul de orice bande bolșevice, de a pedepsi cu cea mai mare asprime populațiunile ce s-au răzvrătit, în mod atât de exemplar încât o recidivă să fie imposibilă și pentru a recupera Hotinul”—G-ral Mihail Schina, 13/26 ianuarie
Tot la 13/26 ianuarie trupele Detașamentului General Davidoglu au fost subordonate colonelului Ressel, comandantului Regimentului 3 Grăniceri, iar trupele detașamentelor Colonel Tomoroveanu si Colonel Conjescu au fost subordonate generalului Davidoglu.

Succesiv ordinului generalului Schina, generalul Davidoglu și-a schimbat atitudinea, astfel că într-un ordin adresat Regimentului 37 infanterie pe 14/27 ianuarie a cerut să se procedeze
„cu cea mai mare energie contra satelor de unde primiți focuri. Dați foc satului, în cazul în care opune rezistență. Executați pe toți cei găsiți cu arme, fără a mai face cercetare, de asemenea pe toți cei care au manifeste sau ordine de mobilizare.”—G-ral Cleante Davidoglu, 14/27 ianuarie 1919

Într-un alt ordin emis către detașamentele Ressel și Tomoroveanu, ordin în care le-a ordonat acestora să treacă la dezarmarea satelor Dolinari, Pășcăuți, Oleczani și Dăncăuți, procedând cu cea mai mare fermitate a transmis acestora să se acționeze:
„făcând represalii cu cea mai mare energie, în satele prin care au trecut aceste detasamente și ieri și azi s-au tras focuri asupra patrulelor. Nu admit milă când interesele generale ale statului sunt în joc !”—G-ral Cleante Davidoglu, ianuarie 1919
În ce măsură aceste ordine au fost executate, este greu de răspuns.
În aceste condiții, comandamentul Corpului V Armată a organizat un grup cu forțe superioare sub comanda aceluiași general, grup format din trupe ale Diviziei 1 cavalerie, cărora li s-au adăugat unele trupe ale Diviziei 8 Infanterie: Regimentul 37 Infanterie „Alexandru cel Bun”, un batalion din Regimentul 29 Infanterie și 1 baterie din Regimentul 12 Artilerie, precum și unele trupe din Divizia 9 Infanterie: Regimentul 40 Infanterie „Călugăreni”. Profitând însă de inactivitatea trupelor române, la data de 16/29 ianuarie trupele rusești au ocupat localitățile Cepănoasa, Rucșin, Dăncăuți, Levinți și Larga, valoarea forțelor bolșevice din sectorul Diviziei 1 Cavalerie ridicându-se la acel moment la 4.000-5.000 de oameni, 200-300 de călăreți și 8-10 tunuri. La data de 16 ianuarie seara, trupele Diviziei 1 Cavalerie se găseau pe aliniamentul Nievobanci - Dolineni - Tulbureni - Cozereni - Chișla-Zelena - Medveja - Cotelna.
Împotriva armatei regulate, sprijinită cu întăriri, bine organizată și echipată cu armament și muniție modernă (inclusiv cu suport de artilerie), rebelii nu au putut avea succes. În plus, deficiențele coordonării dintre detașamentele roșii și albe au scăzut eficiența cooperării în luptă pe teren. În noaptea de 15/28 - 16/29 ianuarie Grupul Davidoglu a început înaintarea spre Hotin pe 3 coloane, dând o luptă îndârjită pe aliniamentul Grozinți - Clișcăuți - Nedăbăuți. Deoarece trupele române nu au realizat un front continuu, iar populația a fost amenințată de bolșevici cu represalii dacă nu ar fi luptat alături de ei, localitățile au rezistat inițial atacului trupelor române. După ce însă coloanele au înfrânt și au scos din pozițiile lor pe inamicii poziționați pe aliniamentul celor 3 sate, au reluat înaintarea a doua zi. Timp de alte 3 zile (16/29-18/31 ianuarie) s-au dat lupte violente, iar în acest timp, la data de 17/30 ianuarie 1919 prin Ordinul nr. 1977, Marele Cartier General a dispus ca Divizia 1 Cavalerie să se subordoneze Corpului 4 Armată. Pe 18 ianuarie trupele române au ajuns la Rașcov, Rucșin, Darabani și Caplevca.
Intervenția armatei române, coordonată pe plan local de generalul Cleante Davidoglu, s-a dovedit a fi extrem de fermă la adresa celor care au susținut pe bolșevici sau pe franctirorii de pe plan local. Într-un discurs foarte ferm și extrem de dur, generalul comandant le-a cerut soldaților prost îmbrăcați și aflați în condiții de iarnă cu frig siberian, să pedepsească pe toți cei care atentau la integritatea teritorială a tânărului stat român. Aflat în Regimentul 37 Infanterie din Botoșani, sublocotenentul Nicolae Coroiu a povestit în memoriile sale cum li s-a cerut militarilor români ca acolo „unde se găsesc arme la case să-i împuște, să dea foc caselor și să se îmbrace cu haine de la cei vinovați.”
Retrăgându-se spre Nistru, luptătorii ucraineni au păstrat speranța de a fi ajutați de Republica Populară Ucraineană, dar aceasta aflată într-o situație critică în raport cu forțele bolșevice nu a putut să facă nimic. Atacul asupra Hotinului s-a dat pe la sud și vest de oraș, în timp ce un detașament de manevră a pus stăpânire pe malul drept al Nistrului pe la Aristovca, Prigorodoc și Atachi
De abia la 19 ianuarie/1 februarie soldații români au atacat concentric Hotinul și au ocupat orașul, recăpătând controlul integral asupra regiunii și pacificând zona Hotinului și nordul județului Soroca. În fața forței copleșitoare pe care au avut-o în față și confruntați cu pierderi semnificative, aproximativ 4.000 de luptători din gherilele ucrainene au traversat Nistrul, urmați de mulți refugiați. Activitatea așa-zisului Directorat s-a încheiat la 21 ianuarie 1919  prin trimiterea unei telegrame (la 22 ianuarie după o altă sursă) de protest împotriva României prin intermediul guvernul Ucrainei, telegramă adresată  Statelor Unite,  Angliei,  Franței, Germaniei,  Austriei, Italiei și Rusiei bolșevice.
În lunile care au urmat rebeliunii, bande ucrainene au continuat să facă raiduri în regiunea Nistrului și în același timp și a Tisei.

## Urmări

### Critica acțiunii
Deși experiența comandamentelor și trupelor și-a adus în cele din urmă aportul decisiv la înfrângerea trupelor roșii, totuși luna ianuarie 1919 s-a dovedit dificilă pentru Armata României, existând în unele momente temeri legate de un eventual eșec.
Luptele de la Ataki au reliefat carențe atât în ceea ce privește organizarea apărării pe un curs de apă mare, cât și în ceea ce privește cooperarea între forțele care s-au aflat în zona de conflict. Ele au scos de asemenea în evidență, o slabă activitate de culegere a informațiilor la toate nivelele. Similar, acțiunile din zonă au evidențiat atât consecințele scăderii la toate nivelele a vigilenței, cât și pe cele ale stabilirii și executării în același timp a unor misiuni de apărare și de poliție, de către o structură militară care a acționat într-un spațiu mare, ce nu i-a asigurat posibilitatea de a comunica eficient și în mod oportun cu forțele militare din subordine, cu vecinii și cu eșalonul superior.
În ceea ce privește evenimentele de la Hotin, pentru lămurirea situației precum și a acțiunii generalului Davidoglu, Marele Cartier General a dispus prin Ordinul nr.2121/1919 ca generalul Nicolae Petala  să conducă cercetarea celor petrecute, astfel că a fost întocmit un dosar de anchetă. Documentul de sinteză elaborat ulterior de către generalul Petala ca efect al unei anchetei, a criticat acțiunile lui Davidoglu. Acesta nu a fost luat prin surprindere, deoarece fusese înștiințat de la data de 8/21 ianuarie despre atacurile bolșevice de peste Nistru dintre Ataki și Hotin. Mai mult, Ordinul său de Operații Nr. 5 nu a prevăzut lupta cu adversarul ci numai alarmarea trupelor din Hotin. Suplimentar, într-un moment în care valoarea forțelor inamice trecute la sud de Nistru era redusă, generalul în loc să ordone declanșarea luptei cu acestea, a ordonat retragerea la 2 km sud de oraș. Aceeași hotărâre a luat-o și la data de 10/23 ianuarie. De asemenea, generalul Davidoglu nu a avut cunoștință de situația și acțiunile grănicerilor, hotărârile sale au fost un efect al unor informații false – furnizate de subordonați, iar până la data de 9/22 februarie 1919 când raportul de anchetă a fost înaintat Marelui Cartier General, pierderile trupelor proprii, nu erau cunoscute.
În acest context, din punctul de vedere al istoricului militar Dumitru Seserman, atât menținerea generalului Davidoglu în funcție cât și numirea sa între 14-18/27-31 ianuarie 1919 la conducerea detașamentelor care au contraatacat nu au fost oportune. Pe fondul faptului că credibilitatea sa avusese de suferit ca efect al inactivității, al lipsei de inițiative și de hotărâre, generalul a avut față de populația ucraineană o reacție dură, supradimensionată și inoportună.
Suplimentar, prin același document prin care a criticat acțiunile lui Davidoglu, generalul Petala a propus de asemenea aducerea în fața Curții Marțiale a maiorului Popescu și a locotenentului Dumitrescu, primul în calitate de  comandant al Batalionului 3 din Regimentul 40 Infanterie și ultimul în calitate de comandant al Bateriei a 3-a Călăreață. Dacă primul avusese la data de 10/23 ianuarie o acțiune aflată în total dezacord cu misiunea încredințată, părăsindu-și unitatea pentru a ajunge în satul Mămăliga spre a trece Prutul, ultimul părăsise locul misiunii.

### Efecte

#### Politice
Organizatorii atacurilor de la Ataki și Hotin au sperat ca prin acțiunea lor ofensivă să obțină atât un succes răsunător cu ecou internațional, cât și sprijinul marilor comunității ucrainene din zonă, astfel încât să provoace o revoltă generală care să determine Armata Română să-și împartă forțele. Răspunsul român rapid a determinat probabil o atitudine mai prudentă din partea locuitorilor ucraineni ai satelor, care în ansamblul lor nu au manifestat o atitudine deschisă, favorabilă rebeliunii. O asemenea tentativă de destabilizare a ordinii a creat însă o stare de tensiune și frică în rândul populației – mai ales în rândul celei alogene și, a menținut sentimentele de nemulțumire față de administrație. De asemenea, aceste atacuri alături de cele de la Bender (Tighina) și Tatar Bunar au inaugurat o practică permanentă a raporturilor pe care autoritățile sovietice le-au avut cu România, anume menținerea deliberată la frontiera comună, a unei stări de încordare permanentă și nesiguranță ca semn al nerecunoașterii actului de unire al Basarabiei cu România.

Turnura pe care au luat-o evenimentele a produs dificultăți României în ceea ce privește problema Basarabiei la Conferința de Pace de la Paris din 1919. Exprimându-se într-o ședință a Consiliului de Miniștri din 27 martie 1942, mareșalul Ion Antonescu a declarat:
„În 1919 eram gata să pierdem Basarabia, din cauza generalului Davidoglu, care comanda o divizie de cavalerie la Bălți și care, pentru că i s-au împușcat trei soldați, cari i se întorceau din permisie la Crăciun, a distrus vreo 7 sate și a omorât o mulțime de oameni. Ei bine, din cauza aceasta, Conferința de Pace de la Paris revenise asupra hotărârii de a ni se da Basarabia, pentru că: suntem o țară de sălbateci... Sunt lucruri mici, care pot fi plătite scump.”—Mareșal I. Antonescu în Stenograma ședinței Consiliului de Miniștri cu Domnii Guvernatori ai provinciilor dezrobite, 27 martie 1942
Revolta de la Hotin a relevat faptul că trupele române au trebuit să facă față nu numai unei revolte sociale, ci și unei reale rezistențe armate. Deși s-au dus lupte grele, totuși reprimarea revoltei s-a făcut atât de ferm, încât conducătorul secțiunii basarabene din Comitetul Central bolșevic din Kiev a transmis Comitetului Central din Chișinău, faptul că Rakovski însuși era înclinat să lase Basarabia să rămână românilor. În sens invers, Comitetul Central din Chișinău a recomandat celor din Kiev să nu mai încerce organizarea unei alte revolte armate, ci să dirijeze toate eforturile spre propagandă, astfel încât terenul să fie pregătit pentru o revoluție fără vărsare de sânge. În plus, liderii bolșevici au continuat să conteze pe iredentismul ucrainean și într-adevăr cel mai important personaj al Directoratului Ucrainei, Simon Petliura, a făcut tot ce a a fost posibil în zona Hotinului pentru a determina unirea cu Ucraina.
După ce tentativa de insurecție a fost înăbușită de către Armata Română, statul român a implementat politici pro-naționaliste de re-românizare a teritoriului.

#### Militare
Datorită faptului că
„Regiunea Hotinului era cu totul excentrică și prezentând din punct de vedere al legăturilor (telegrafice, telefonice și [de] cale ferată) dificultăți în conducerea operațiunilor ce au [avut] loc în prezent în acea regiune, iar pe de altă parte, aceste operațiuni influențând direct situația trupelor din Bucovina”—Seserman, Dumitru; „Acțiunile Armatei Române în spațiul dintre Carpații Orientali și Nistru (1917-1920)”
au fost stabilite în Basarabia la 17/30 ianuarie 1919, resubordonări ale unităților și noi zone de responsabilitate ale Corpurilor de Armată 4 și 5 din Basarabia.
Într-un ordin emis pe 25 ianuarie/7 februarie 1919 de generalul Prezan au fost precizate măsuri ferme – incluzând măsuri cerute de împrejurări, adică represalii - împotriva oricăror incursiuni viitoare. Prin acest ordin, dat fiind că guvernatorul și comandantul militar ai districtului Podolia au știut de atacul ce se pregătea, l-au încurajat și sprijinit, li s-a precizat acestora că respectivele măsuri le vor fi aduse la cunoștință ulterior executării lor, cerându-li-se și retragerea bandelor bolșevice la 25 km de Nistru. Răspunsul a sosit însă după patru luni și numai din partea guvernatorului, care a fost de acord doar cu retragerea trupelor respective la 8 km în interior, ceea ce l-a făcut pe generalul Petala să propună crearea unui cap de pod peste Nistru, pentru a se putea răspunde prompt și eficient oricărei agresiuni bolșevice. Pe de altă parte, ca efect al episodului celor 3 ofițeri ai Misiunii Militare Britanice (vezi mai jos), generalul Prezan a hotărât după un raport remis de generalul Petala la 23 ianuarie/5 februarie 1919, ca în zonele de operații să nu mai fie primiți ofițeri străini fără autorizarea Marelui Cartier General.
Suplimentar, lichidarea atacului sovietic a servit, pe lângă normalizarea vieții populației locale, la consolidarea controlului asupra unor puncte strategice importante din estul Bucovinei și din Galiția Orientală. În primăvara și vara anului 1919, Armata Română a fost astfel capabilă să împiedice joncțiunea trupelor Republicii Sovietice Ungare, cu cele ale Rusiei Sovietice.

### Pierderi
Reacția armatei române a fost una care a răspuns condițiilor excepționale impuse de starea de război. Caracterul dur al intervenției împotriva bolșevicilor și a susținătorilor acestora, a reprezentat însă un tratament aplicat exclusiv celor care nu au respectat indicațiile, iar excesele nejustificate au fost pedepsite pe loc. Cei care au greșit în detrimentul populației civile nevinovate au fost pedepsiți aspru, uneori chiar cu moartea. Luptele au îngroșat însă numărul refugiaților ucraineni aflați deja pe malul stâng al Nistrului, formându-se o bază demografică solidă pentru înființarea de noi unități ale Armatei Roșii. Din totalul estimat de 50.000 de refugiați (care i-a inclus pe cei din Podolia, Transnistria și Edisan) nu a fost greu să fie recrutați și instruiți câteva mii de oameni pentru a fi utilizați mai târziu, în operațiunile care urmau să fie declanșate mai târziu împotriva teritoriilor românești.
Alte surse ucrainene sugerează un număr de 55.000 de refugiați numai din zona de respectivă de conflict. Este de menționat că în anul 2008 istoricului militar rus Michail Meltyukhov, a susținut și el versiunea unui număr de „peste 54.000 de refugiați”.
La nivelul părții române, neexistând în primii ani de după evenimente informații exacte despre numărul refugiaților transnistreni, autoritățile militare, cele responsabile de evidența populației sau Direcția Generală a Siguranței au putut face estimări de ansamblu, doar a numărului de refugiați sosiți ulterior în sens invers, de pe teritoriul de dincolo de Nistru.
S-au comis în regiune acte de teroare, crime și jafuri. Conform primarului de origine rusă al orașului Hotin – Gacikievici, acestea au fost „opera unor tâlhari”, declarație susținută de cei doi rabini ai orașului: Nahiev Ițikovici și Samuel Haiss. Atât autointitulatul Directorat al Basarabiei din Podolia în 1919, cât și istoricii ucraineni contemporani, susțin existența represaliilor din partea militarilor români împotriva localnicilor ucraineni care au sprijinit insurecția (rechiziții, jafuri, violuri, ucideri ale preoților, devastări parțiale sau totale ale unor sate). Mai multe sate (Rucșin, Nedăbăuți, Șirăuții de Sus, Stăuceni, Cristinești, precum și altele) au fost incendiate, conform surselor ucrainene. Sursele militare românești confirmă câteva localități distruse total sau parțial, mareșalul Ion Antonescu indicând într-o ședință a Consiliului de Miniștri din 1942 un număr de 7 sate distruse.
Trei ofițeri ai Misiunii Militare Engleze implicați în evenimente (maiorul MacLaren, căpitanul Iohansohn și locotenentul Boxhall) au transmis presei londoneze corespondențe în care faptele petrecute în nordul Basarabiei au fost răstălmăcite, administrația și Armata Română fiind denigrate și acuzate, iar bandele bolșevice fiind reprezentate drept victime ale represiunii românești. Într-o discuție purtată chiar la Hotin în ziua de 19 ianuarie/1 februarie 1918 cu comandanții Corpului 4 Armată (generalul Nicolae Petala) și al Diviziei 1 Cavalerie (generalul Mihail Schina), ei și-au exprimat ulterior aceleași păreri în legătură cu ceea ce au considerat că a fost condamnabil în comportarea Armatei Române, susținând că cei care au fost vizați în timpul actelor de reprimare ordonate de comandamentele române nu pot fi considerați decât „victime nevinovate” (vezi mai jos Episodul celor 3 ofițeri ai Misiunii Militare Britanice).
Sursele militare românești confirmă un număr de 300-400 de bolșevici uciși, dar conform surselor ucrainene, numărul de persoane ucise în acțiune sau executate de către autoritățile române din rândul trupelor de invazie și a rebelilor, este estimat a fi de până la 15.000 de persoane. Această cifră a fost însă corectată în anul 2008 de către istoricul militar rus Michail Meltyukhov, care a susținut versiunea unui număr de „15.000 de oameni care au suferit într-o măsură sau alta”, număr total din care „mai mult de 5.000” ar fi fost uciși. Conform lui Meltyukhov , această cifră de „mai mult de 5.000” ar proveni din surse oficiale românești, dar afirmația în cauză este sprijinită de o trimitere la o sursă rusă.
De asemenea, conform surselor românești, soldații ucraineni care au ocupat Hotinul s-au dedat la cruzimi asupra funcționarilor și soldaților români. Astfel, șeful Siguranței române din Hotin a fost ucis și apoi aruncat într-un puț, iar de-a lungul Nistrului de la Hotin la Otaci (Ataki), soldații români au fost spânzurați de crengile copacilor sau de stâlpi de telegraf, după ce au fost mutilați prin tăierea limbilor. Totalul victimelor în tabăra română a fost de: 1 general, 2 ofițeri și 156 de soldați decedați, 2 ofițeri și 91 de soldați răniți și 117 soldați dispăruți.

## Neclarități și incertitudini

### Lipsa de prevedere a Armatei Române
Motivele pentru care Brigada 2 Roșiori nu și-a consolidat pozițiile și nu a urmărit cu atenția potrivită mișcările și infiltrările inamicilor din stânga Nistrului, sunt neelucidate. Atât ordinul comandantului Diviziei 1 Cavalerie, cât și cel al generalului Prezan de a supraveghea cu toată atenția mișcările bolșevicilor peste Nistru și de a respinge în mod ferm orice atac al acestora, nu par a fi fost privite cu toată atenția, iar măsurile care s-ar fi impus nu au fost luate.
O altă situație greu de explicat este cum de detașamentele de grăniceri nu au observat nici un fel de mișcări ale bolșevicilor la Nistru sau, dacă le-au văzut, cum de nu le-au raportat.

### Retragerea Brigăzii 2 Roșiori de la Hotin
Cu toate ordinele deosebit de ferme de a se lua măsuri drastice împotriva atacatorilor și a revoltelor locale, Brigada 2 Roșiori s-a retras de la Hotin fără să lupte. Deși generalul comandant al brigăzii a știut de atac, ordinul dat subordonaților nu a menționat nici lupta și nici apărarea Hotinului. Mai mult, acest ordin de operații – Numărul 5 din 8/21 ianuarie, a fost întocmit în mod real ulterior, la data de 10/23 ianuarie.
Surprinzător, după cum a observat generalul Henri Cihoski – șeful adjunct al Marelui Stat Major, în raportul alcătuit de generalul comandant al Corpului 4 Armată pentru a explica cele întâmplate în noaptea retragerii, generalul Davidoglu este omis în a fi propus pentru deferire Curții marțiale, în timp ce ofițerii retrași odată cu acesta – maiorul Popescu, locotenentul Dumitrescu și sublocotenentul Ardeleanu (comandanți al batalionului aflat la nord de Hotin, al companiei de la Caplevca și respectiv al Bateriei 3 de Artilerie călăreață) au fost trimiși în judecată. Mai mult, în raportul său Petala nu a făcut nici o propunere în ceea ce privește activitatea lui Davidoglu, cu toate că evenimentele fuseseră de o excepțională gravitate și pe deasupra acesta întocmise un ordin de operații, în mod real mai târziu cu 2 zile decât fusese datat. Există astfel motive suficiente, pentru ca respectivul raport să fie considerat partinic.

### Episodul celor 3 ofițeri ai Misiunii Militare Britanice
Trei ofițeri britanici, maiorul MacLaren, căpitanul Iohansohn și locotenentul Edwin Boxhall (mai târziu colonel în serviciile speciale britanice) – unul dintre ei cunoscător al limbii ruse, au fost arestați la Clișcăuți în toiul evenimentelor sub acuzația de a fi spioni români. Pe 11/24 ianuarie un ofițer de origine ucraineană i-a preluat și i-a dirijat spre Hotinul ocupat de trupele de invazie, aceștia fiind cazați la conacul unui cunoscut adversar al Unirii Basarabiei cu România și promotor al rămânerii acesteia în componența Rusiei (din familia Krupensky). În timp ce aceștia au fost tratați cu o deosebită considerație de familia moșierului, ei au angajat un fotograf local și, cu sprijinul căpeteniilor bolșevice care își aveau baza pe Nistru și al conducătorilor grupurilor antiromânești locale, au trimis corespondențe presei din Londra. În aceste corespondențe armata și administrația române au fost acuzate și denigrate în mod scandalos, iar bandele bolșevice au fost prezentate drept victime ale represiunilor inițiate de români.
În momentul reintrării trupelor române în Hotin, cei trei au fost arestați și anchetați de autoritățile române. Din raportul adresat generalului Prezan la 23 ianuarie/5 februarie de către generalul Petala, rezultă: faptul că buna credință a englezilor este pusă la îndoială, prin faptul că aceștia au fost finanțați de către Comitetul ucrainean din Cernăuți și prin faptul că aceștia nu au negat că nu au urmărit acțiunile bolșevicilor ucraineni și ruși. De asemenea, raportul a specificat faptul că primarul  Cernăuțiului – care era rus de origine, precum și rabinii evrei din același oraș, au negat afirmațiile ofițerilor englezi.
Faptele lor au produs asperități în relația autorităților militare române cu Misiunea Militară Britanică. Pe 7/20 februarie generalul britanic D. H. Greeneley – comandantul britanic al Misiunii, l-a informat însă pe generalul Prezan că maiorul MacLaren, odată adus la București, a recunoscut justețea imputărilor făcute de români și și-a manifestat regretul pentru faptele săvârșite. Deși neplăcutul incident a fost rezolvat cu superficialitate, partea română s-a declarat satisfăcută.

## In memoriam

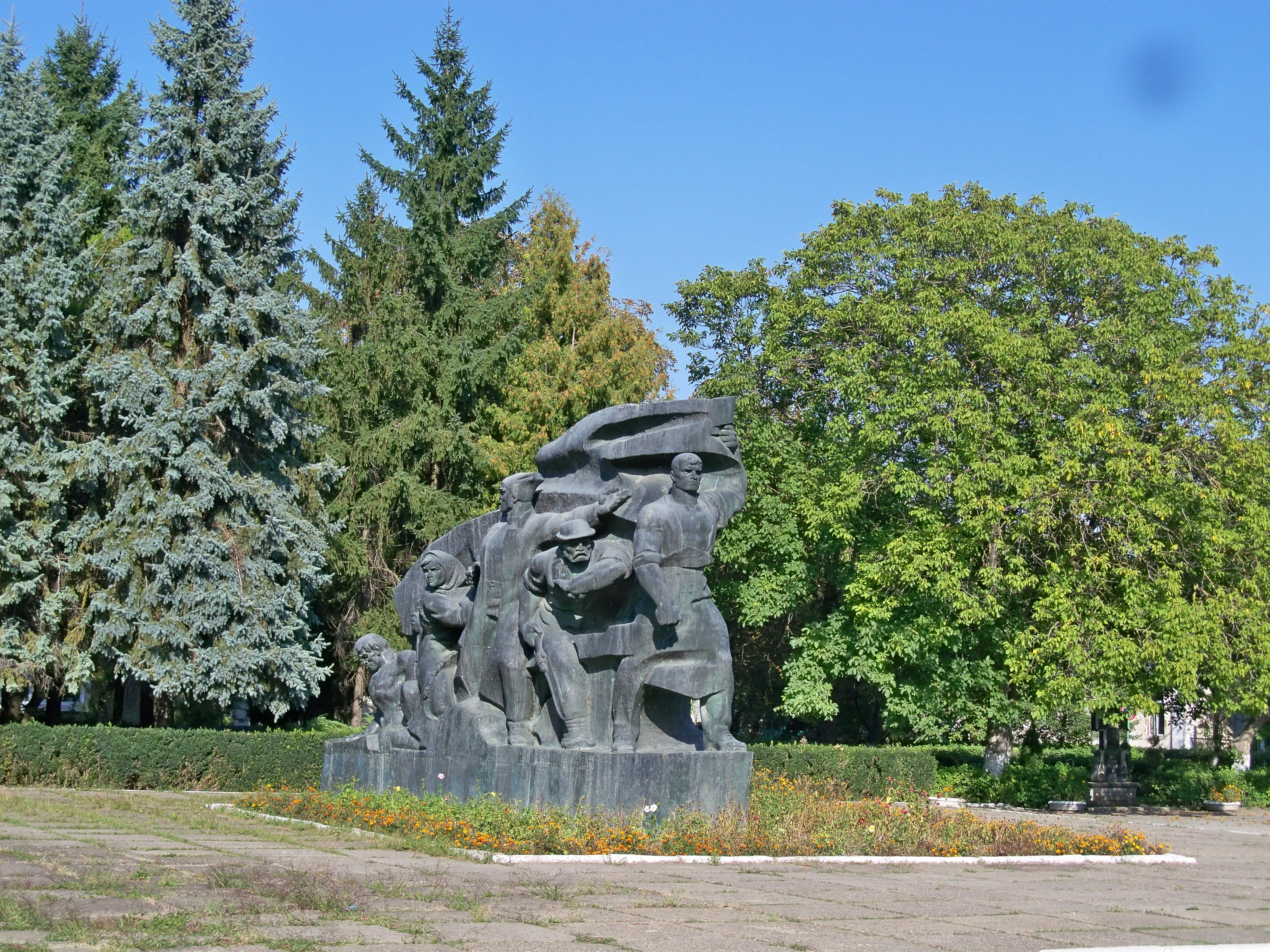
Monumentul ucrainean comemorativ din Hotin al eroilor revoltei din ianuarie 1919

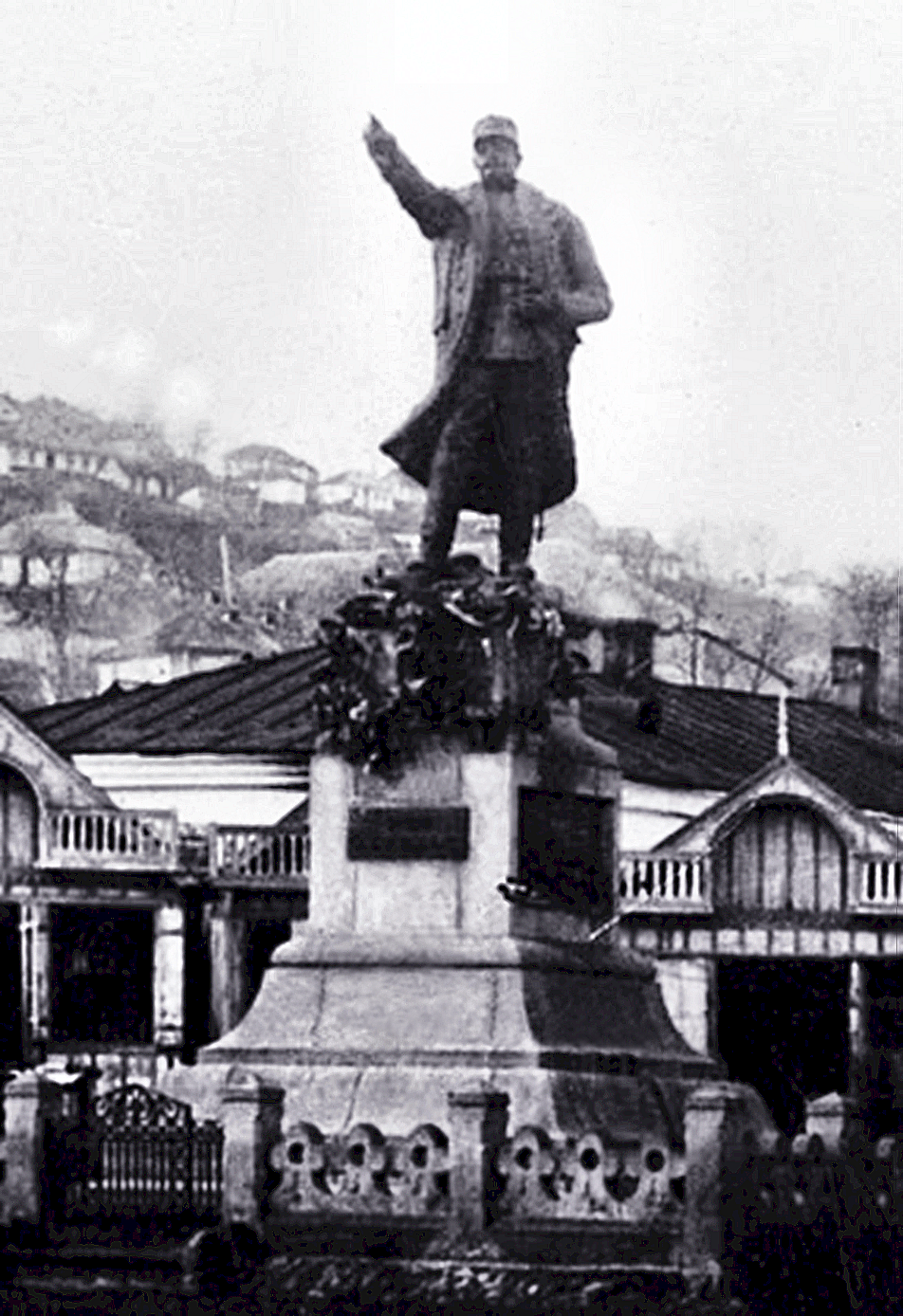
Fostul monument al generalului Stan Poetaș, de la Soroca

În centrul satului Naslavcea (din nordul Republicii Moldova), se află un monument dedicat victimelor insurecției de la Hotin din anul 1919.
O statuie a generalului Poetaș a fost ridicată cu donații venite din partea întregii armate, în piața centrală a orașului Soroca. Monumentul, dezvelit pe 31 octombrie 1921, a fost realizat de sculptorul George Dimitriu, fiind turnat din bronz și postat pe un piedestal de granit. În anul 1940, înainte de venirea ocupanților sovietici, a fost evacuat la București și repartizat Muzeului Militar. Soarta lui ulterioară a rămas necunoscută.

## Istoriografie
Din punctul de vedere al propagandei comuniste, revolta de la Hotin a avut o dublă funcționalitate, manifestată în cadrul unor tendințe istoriografice contradictorii. Pe de o parte a reprezentat un perfect exemplu de „ajutor altruist oferit de către statul sovietic și poporul rus fraților lor oprimați din Basarabia”, iar pe de altă parte a putut fi un model de „revoltă locală independentă și spontană împotriva dușmanului de clasă român”, cea din urmă idee putând contracara tendința istoriografiei „burgheze” vest-europene și românești de a afirma că acțiunea a fost complet străină de moldovenii basarabeni și că a fost planificată, instigată și executată de către agitatori și partizani bolșevici.

### Istoriografia comunistă română
Istoriografia comunistă din România a ignorat evenimente precum cele de la Hotin, atât sub conducerea lui Gheorghe Gheorghiu Dej (când întreaga istorie a Basarabiei a fost un subiect tabu), cât și sub cea a lui Nicolae Ceaușescu (într-un context de evitare a unor evenimente, în fapt inexplicabile în contextul epocii).

### Istoriografia sovietică
Deși revolta de la Hotin a fost în fapt un rezultat al unei inițiative independente, care a implicat în esență mici grupuri de soldați revoluționari proveniți de pe malul stâng al Nistrului care au cooperat cu populația locală din regiunile Hotinului și Sorocăi, istoriografia sovietică s-a străduit să justifice agresiunea din ianuarie 1919 prezentând-o ca pe o răscoală a populației împotriva opresiunii autorităților românești.
„Muncitorii, țăranii, intelectualii fruntași nu se împăcau cu crunta asuprire socială și națională impusă cu baionetele cotropitorilor. Nu se împlinise nici măcar un an din ziua ocupației și întreaga parte de nord a Basarabiei a fost cuprinsă de o uriașă răscoală la care au participat zeci de mii de muncitori și țărani din județele Hotin, Soroca și Bălți.”—I.I. Bodiul (Prim-secretar al Comitetului Central al Partidului Comunist la Moldovei); „Unele chestiuni ale mișcării revoluționare din Moldova, lupta oamenilor muncii pentru puterea sovietică și apărarea cuceririlor ei”; Plenara comitetului Central al Partidului Comunist al Moldovei; 14/15 februarie 1967; Chișinău; R.S.S. Moldovenească
Incursiunea de la Hotin, alături de cele de la Tighina și Tatar-Bunar, este caracterizată drept una dintre acele „pagini glorioase de luptă eroică a Basarabiei muncitoare”, conform unei concepții caracterizate de denaturarea faptelor. Aceste denaturări au urmat să servească drept „argumente incontestabile” în ceea ce privește instaurarea unui regim ilegal „de ocupație” de către statul român. De asemenea, istoriografia sovietică a susținut existența unui front intern bine organizat care a ținut piept „regimului de ocupație”. Din acest punct de vedere, „sabotarea acțiunilor „puterii ocupante” prin „răscoalele armate” nu a reprezentat decât „o metodă de luptă cu ordinea urâtă de popor”.
„Oamenii muncii din Basarabia nu s-au împăcat cu soarta de robi, pe care le-au pregătit-o ocupanții și slugoii lor. Ei au luptat curajos în frunte cu clasa muncitoare și cu avangarda ei – organizația comunistă a Basarabiei, pentru restabilirea în ținut a puterii sovietelor și reunirea cu Patria-mamă – Uniunea Sovietică. Numeroasele acțiuni ale maselor truditoare din Basarabia au devenit pagini de bărbăție și eroism. O manifestare vie a spiritului revoluționar și a curajului, a atitudinii neîmpăcate și urii sfinte a norodului moldovenesc față de ocupanți au fost răscoalele de la Hotin și Tatarbunar.”—A.F. Diordiță (președinte al Sovietului de Miniștri al R.S.S. Moldovenești); 50 de ani pe drumul lui Octombrie sub conducerea Partidului Comunist; Ședința solemnă închinată celei de a 50-a aniversări de la instaurarea Puterii Sovietice în Moldova; 14 ianuarie 1968; Chișinău; R.S.S. Moldovenească)
Ținutul dintre Prut și Nistru ar fi fost ocupat așadar în 1918, de România, iar „regimul de ocupație al Basarabiei de către România burghezo-moșierească”, instituit după ocupare, a fost înfierat.
„În ianuarie 1919 a avut loc răscoala de la Hotin, eveniment în care a fost angajată populația câtorva județe și care se înscrie în istoria luptelor de eliberare a Basarabiei de sub jugul burghezo-moșieresc al României în perioada anilor 1918–1940.” … „Declarând rebeliunea drept o uneltire bolșevică, autoritățile române și-au dezlegat mâinile, pentru a se răfui cu răzvrătiții.” … „Răscoala de la Hotin, în circumstanțele complicate din acel timp, a fost, obiectiv, o mișcare populară de eliberare de sub exploatarea burghezo-moșierească română, în care în mod inevitabil s-au ciocnit interesele guvernelor RPU și României.”—Cojocaru, Gheorghe E. (Doctor în istorie, Republica Moldova); Răscoala și tendințele „Directoratului de Hotin, în „Îndemn la înălțare” (culegere de studii); Chișinău; 1990

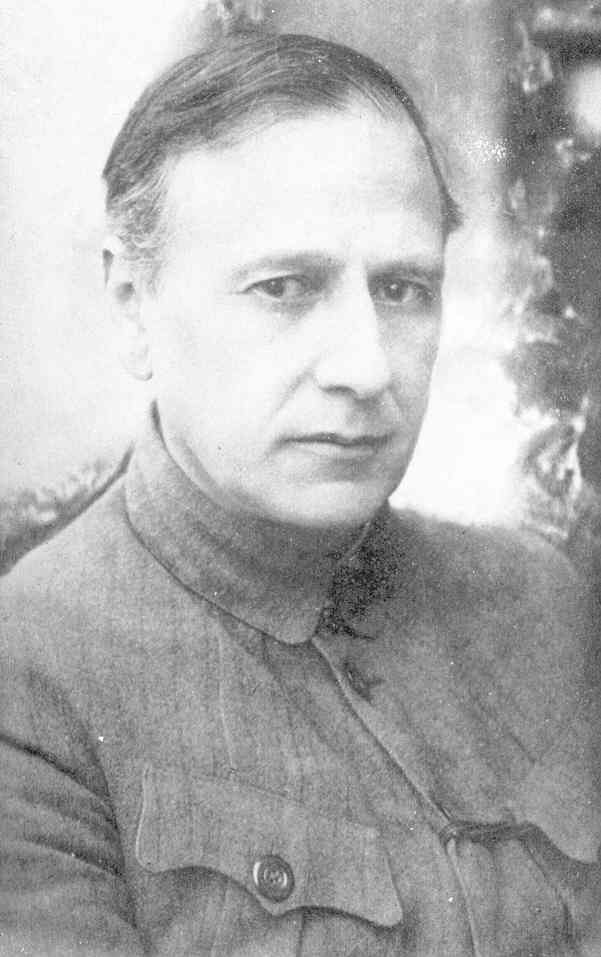
Cristian Racovski a publicat în 1925 propria sa versiune asupra istoriei mișcării revoluționare din Basarabia.

Necesitatea istoricilor sovietici de a scoate în evidență cruzimea autorităților române și actele de rezistență de pe plan local, a fost precumpănitoare în raport cu mitul ajutorului sovietic altruist. Cristian Racovski (în 1925) și Naum Narcov (în 1940) au caracterizat rebeliunea ca fiind cea mai importantă și cea mai sângeroasă din întreaga perioadă interbelică (Narcov a afirmat că mii de țărani rebeli au fost împușcați de către români, în timp ce 50.000 dintre ei au fugit în Rusia). Aceste cifre au fost ulterior revizuite, în spiritul unei atitudini antiromânești, numărul victimelor devenind 50.000.
Cu toate acestea însă, revolta de la Hotin a fost înfățișată într-o lucrare cu caracter istoric ceva mai academică și mai onestă, apărută la doi ani de la moartea lui Stalin, drept slabă, izolată, prost pregătită și prost administrată, chiar dacă a beneficiat de un „ajutor frățesc” proeminent venit de pe malul stâng al Nistrului. Ulterior într-un articol referitor la regimul represiv românesc din Voprosy Istorii, V.N. Lungu a pus într-o poziție secundară contribuția agitatorilor și partizanilor de pe malul stâng nistrean și a dat o tușă de masivitate rezistenței populației, postulând un număr mare de participanți la rebeliunea condusă de bolșevici (30.000). Cea mai bună soluție propagandistică în acest context, a fost aceea de a susține că refugiații basarabeni de pe malul stâng au inițiat revolta. Problema modului în care o astfel de rebeliune masivă ar fi putut fi înfrântă a fost rezolvată prin explicații prudente, referitoare la lipsa de arme și de legături cu regiunile vecine sau la cruzimea armatei române. Tot cu acest scop a fost recunoscută de asemenea, în cele mai multe manuale și enciclopedii de sorginte sovietică, infiltrarea conducerii revoltei de către agenții lui Simon Petliura și de către „elemente naționaliste burgheze”. Clișeul reprezentat de „pagina strălucitoare de luptă eroică” asociată rebeliunii de la Hotin, în pofida deficiențelor acesteia, a fost menit spre a da un final fericit evenimentului.
După Al Doilea Război Mondial s-a produs o nouă tranziție, astfel că țăranii tipici participanți la rebeliune au fost etichetați drept „muncitori”. Aceasta sugerează ideea că participarea pur bolșevică la acțiune n-ar trebui să fie supraestimată.

### Istoriografia moldovenistă
Istoriografia moldovenistă, asemeni celei sovietice, caracterizează rebeliunea ca fiind una dintre cele mai glorioase pagini de lupă – atât îndreptate contra intervenției străine, cât și de luptă bolșevică. Conform acesteia, Răscoala a cuprins 100 de sate.
Enumerați frecvent, liderii revoltei au fost însă cu predilecție ruși sau ucraineni, fiind menționați și câțiva moldoveni (de la 1 la 3 moldoveni din 8 până la 16 lideri). În plus, într-un context în care conceptul de instaurare a unui stat sovietic în Basarabia în 1918 a fost formulat numai după Al Doilea Război Mondial, a fost total anacronică afirmația că rebelii din Hotin au luptat pentru restaurarea puterii sovietice și reunificarea cu patria sovietică.

### Istoriografia ucraineană
în contextul în care regiunea Hotinului a devenit o parte a Ucrainei, istoriografia ucraineană consideră actual Revolta de la Hotin drept o parte a istoriei proprii.